# Peugeot
Peugeot (Italiano: /peˈʒo/, Francese: [pøʒo]) è una casa automobilistica e motociclistica francese fondata nel 1896 e parte del gruppo Stellantis dal 2021. In precedenza, era parte del Groupe PSA.
La sede legale è a Parigi e gli stabilimenti di ricerca e sviluppo si trovano a Vélizy, La Garenne-Colombes, Poissy e Sochaux, che è il nodo centrale dell'insieme di stabilimenti Peugeot.
In precedenza apparteneva a Groupe PSA, proprietario anche di Citroën (venduta dalla Michelin nel 1974), Opel (venduta nel 2017 da General Motors) e DS Automobiles (distaccatosi da Citroën nel 2014 e divenuto marchio di lusso del gruppo), il quale nel 2021 ha dato vita al gruppo Stellantis dopo la fusione paritetica con Fiat Chrysler Automobiles.

## Storia

### Preistoria della Peugeot

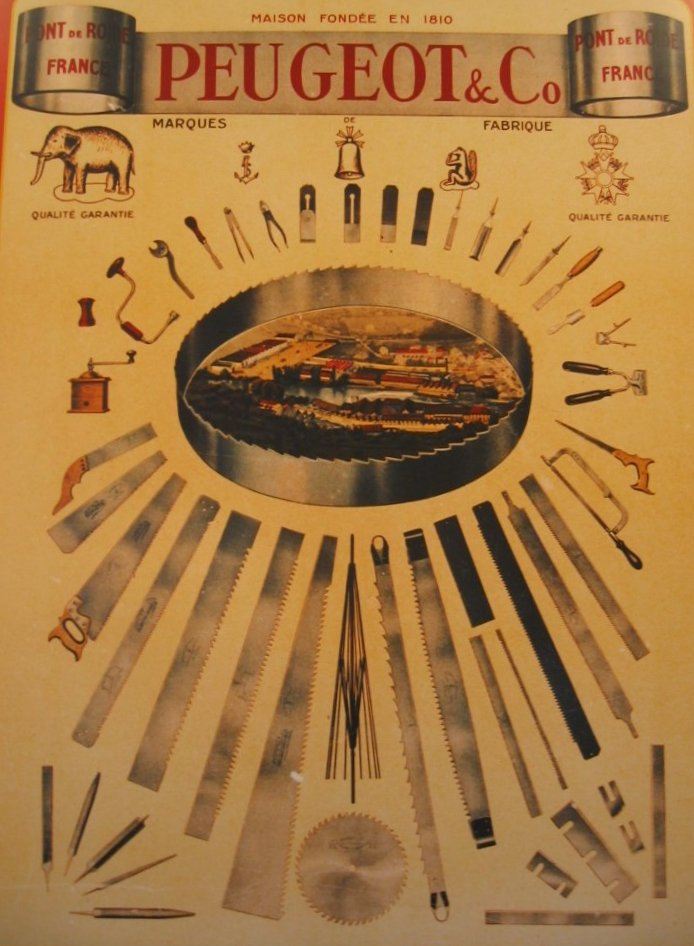
Utensileria Peugeot: locandina pubblicitaria dell'epoca

La fabbrica Peugeot è legata alla famiglia Peugeot, da sempre residente nella zona attorno alle cittadine di Sochaux e Montbéliard, nella Franca Contea. Questa famiglia era nota già nel XV secolo. I suoi componenti erano allora prevalentemente selvicoltori e possedevano alcune proprietà boschive tra Audincourt, Hérimoncourt e la stessa Montbéliard, ove avevano impiantato una fiorente attività di produzione e commercio della pece.
Agli inizi del XIX secolo, sotto l'impulso di Napoleone Bonaparte, che aveva bisogno di divise per il suo esercito, i Peugeot aprirono un'impresa per la trasformazione del cotone ad Audincourt. Artefice di questa conversione fu Jean-Pierre Peugeot, bisnonno di Armand Peugeot che sarebbe divenuto uno dei principali pionieri dell'industria automobilistica in Francia.
Nel 1810 i figli di Jean-Pierre Peugeot, Jean-Pierre II e Jean-Frédéric, rilevarono il vecchio mulino di Sous-Cratet per adibirlo a fonderia e laminatoio. Fu questo il primo germe da cui si sviluppò in seguito il grande impero Peugeot. Le tecniche di lavorazione dell'acciaio si evolsero rapidamente e la qualità dei prodotti della fonderia Peugeot divennero tra i migliori in Europa e trovarono clienti anche in Svizzera, in Italia e in Turchia. Nel corso degli anni, con il mutare della domanda prevalente del mercato, si adeguò la produzione. Si passò così dalla produzione di lame per seghe a quella di orologi, dalle stecche per ombrelli, alla produzione di molle e persino ad alcuni componenti in metallo per alcune ditte che producevano prodotti di corsetteria. I cambiamenti più significativi riguardanti tali evoluzioni produttive si ebbero nel 1842, quando i Peugeot si associarono ai fratelli Jackson di Manchester, in Inghilterra, e cambiarono la ragione sociale in "Peugeot aînés et Jackson frères", ma anche nel 1848, quando, dopo la crisi economica seguita alla rivoluzione, l'impresa prese il nome di "Peugeot Frères" e iniziò a fabbricare anche montature in acciaio per le crinoline, accessori di moda lanciati dall'imperatrice Eugenia. È del 1847 il primo utilizzo dello stemma raffigurante un Leone sopra una freccia.
Nel 1850 l'azienda della famiglia Peugeot si era talmente sviluppata da contare nuove fabbriche aperte nel frattempo a Valentigney, Beaulieu e Pont-de-Roide. Lo stesso anno fu introdotto il logo che rappresentava un leone in piedi su una freccia. Nel corso degli anni la freccia sparì e il leone cambiò posizione.

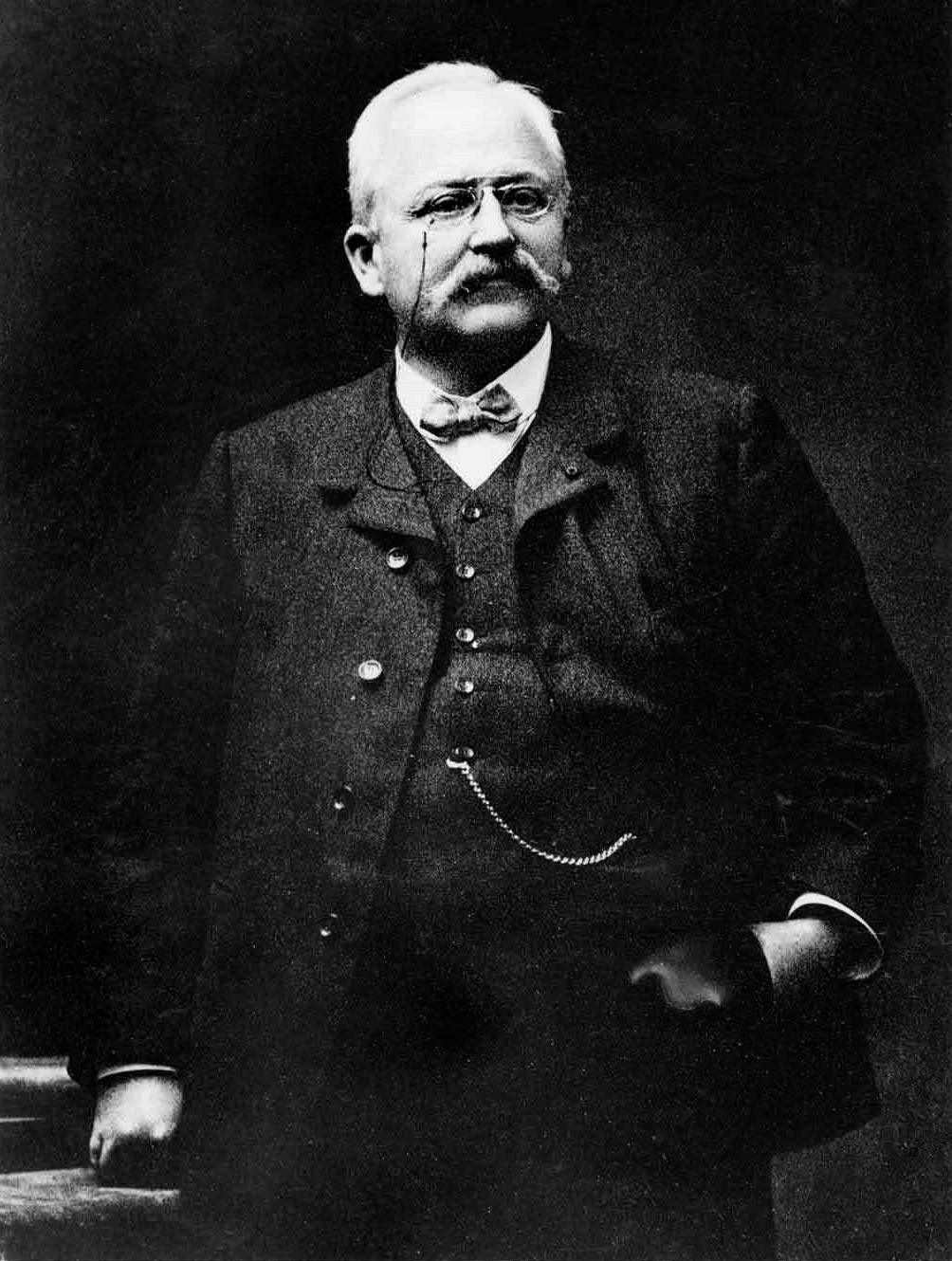
Armand Peugeot

L'azienda era all'epoca in mano ai due fratelli Jules ed Émile Peugeot, i quali, oltre a ingrandirla notevolmente, introdussero migliorie sociali per i dipendenti, avanzate per l'epoca. I fautori di tali migliorie furono soprattutto Émile e la figlia Lucy, entrambi ferventi protestanti, che nel 1871 introdussero la giornata lavorativa di dieci ore invece di dodici, con trent'anni di anticipo sulla legislazione francese, oltre a istituire una società di mutuo soccorso, divenuta vero e proprio sistema pensionistico nel 1876.
A partire dal 1865 Jules ed Émile Peugeot introdussero nell'attività aziendale i rispettivi giovanissimi figli Eugène e Armand. Sarebbe poi stato principalmente quest'ultimo ad avviare la produzione automobilistica.
Nel 1879 ad Armand Peugeot fu mostrata la Mancelle, vettura a vapore realizzata l'anno prima da Amedée Bollée: sono questi i primi contatti con l'automobile per Armand Peugeot, che in breve cominciò a occuparsi di mezzi di locomozione. Fu così che nel 1881 egli convertì la fabbrica di Beaulieu alla produzione di biciclette, attività che risultò assai redditizia e fiorente, e si protrasse per vari decenni.
Nel 1888, quando la Serpollet realizzò il suo motore a vaporizzazione istantanea, Armand Peugeot decise di cimentarsi nel campo della propulsione a motore: nel giro di un anno realizzò quattro tricicli mossi dallo stesso motore di Serpollet. Tali tricicli furono esposti alla Exposition Universelle di Parigi nel 1889. Qui Armand Peugeot vide la Daimler Stahlradwagen, seconda vettura prodotta da Gottlieb Daimler e Wilhelm Maybach, a loro volta pionieri dell'industria automobilistica tedesca. L'industriale francese rimase colpito dal motore a combustione interna realizzato dai due tedeschi. Anche un altro francese, Émile Levassor, fu tra i presenti alla manifestazione. Sia Levassor sia Peugeot, alla fine della rassegna, acquisirono da Gottlieb Daimler i diritti per la produzione in proprio dei nuovi motori.

### Le prime autovetture Peugeot

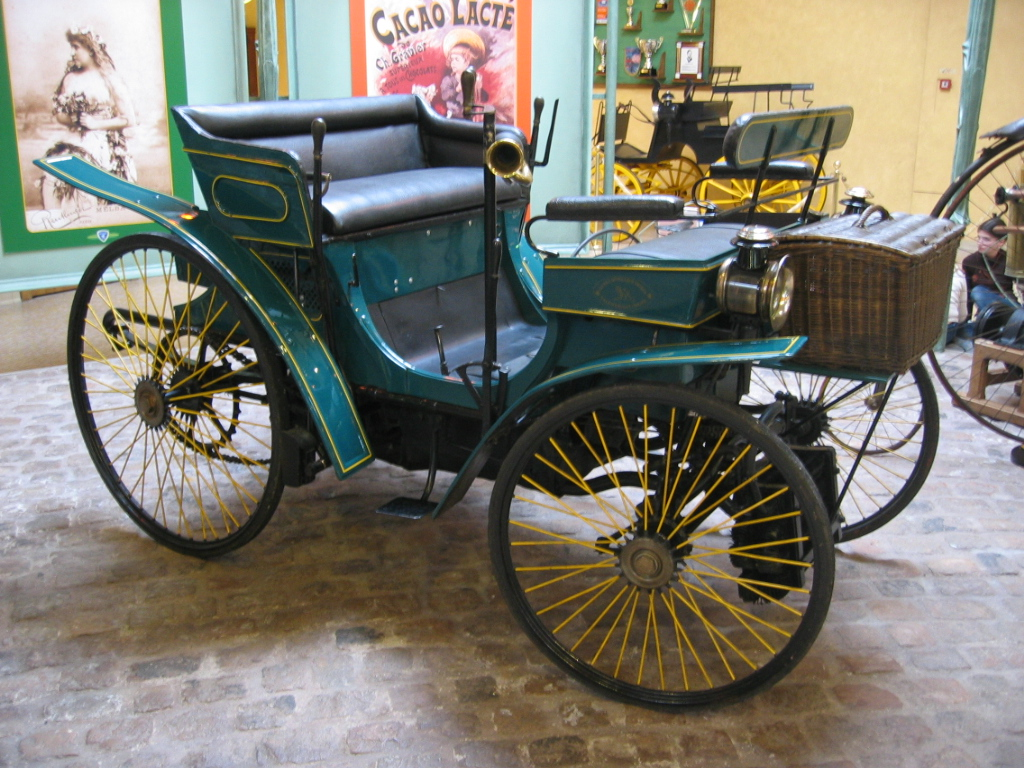
Una Type 3, prima vettura venduta in Italia

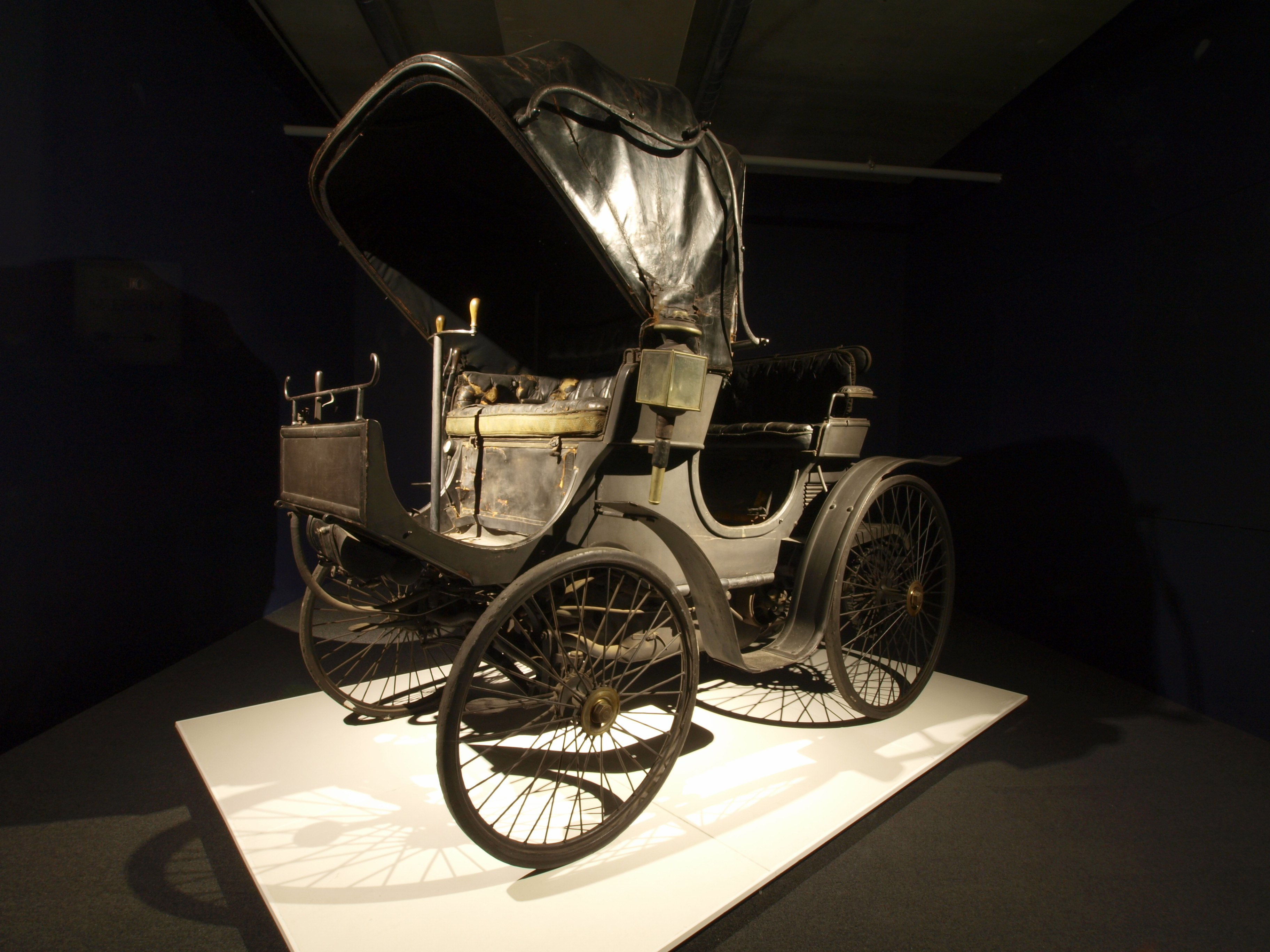
Peugeot Type 6 Phaeton con Capote del 1894

Peugeot 6HP Vis-à-vis 1898.

Le prime automobili della Casa francese equipaggiate con motore termico furono prodotte a partire dal 1890, avevano quattro marce, 2 CV e raggiungono la velocità di 20 km/h. Il motore a benzina dell'epoca, un bicilindrico di origine Daimler, fu in seguito sostituito da un motore Peugeot. I motori Daimler utilizzati nelle prime Peugeot non provenivano direttamente dalla Germania, ma venivano forniti alla Peugeot dalla Panhard & Levassor, con la quale Armand Peugeot era in ottimi rapporti. Il primo modello ufficiale della Peugeot, denominato Type 2, fu seguito dalla Type 3, assai significativa per la storia dell'automobile italiana, poiché si tratta di fatto della prima automobile a circolare in Italia. Fu acquistata infatti il 2 gennaio 1893 dall'imprenditore Gaetano Rossi di Piovene Rocchette. Rispetto alla Type 2, che fu un fiasco anche a causa dei suoi numerosi difetti tecnici, la Type 3 ottenne un successo decisamente superiore, grazie anche ai suoi successi sportivi nei primissimi esempi di competizioni automobilistiche della storia. Oltre alla Type 3, anche la Type 5 vinse, a pari merito con una Panhard, la Parigi-Rouen del 1894, considerata la prima gara automobilistica di sempre.

### La Peugeot Automobili
Fino al 1896 l'attività di costruzione automobilistica rimase un piccolo reparto delle grandi officine Peugeot Frères, fortemente voluto da Armand Peugeot e appena tollerato dagli altri membri della famiglia che non ne gradivano i magri introiti e l'incerto futuro. A complicare le cose fu una disputa tra Armand e Gottlieb Daimler di natura "economico-patriottica". Daimler negò il permesso di commerciare automobili Peugeot con il suo motore in Alsazia, territorio da sempre conteso tra francesi e tedeschi, proponendogli una deroga solo se le automobili fossero state costruite nell'Impero tedesco. Sentendosi offeso come francese, Armand decise di rinunciare ai motori Daimler e di costruirli in proprio, affidandone la progettazione all'ingegnere Gratien Michaux. Dato il prevedibile malumore che avrebbe provocato in famiglia con la richiesta di ampliare il settore automobilistico, allo scopo di costruire in proprio i motori, Armand si risolse a fondare un'azienda autonoma.
Nacque così, nel 1897, Société Anonyme des Automobiles Peugeot ad Audincourt, mentre Eugène Peugeot proseguì nella produzione di biciclette, macchine per cucire e utensili. Sempre nel 1897, la neonata Casa francese realizzò il suo primo motore a scoppio progettato e costruito autonomamente. Si trattava di un bicilindrico orizzontale, poi realizzato in varie cilindrate, subito affiancato da un più economico propulsore monocilindrico verticale che risultava indicativo circa l'intenzione di rendere accessibile l'automobile a una maggior fascia d'utenza. Tali propulsori equipaggiarono tutti i modelli Peugeot costruiti fino al 1902, anno in cui la casa francese aveva in listino ben 23 modelli diversi.
In effetti, confortando le previsioni di Armand Peugeot, il mercato automobilistico si sviluppò in Francia con grande rapidità. Secondo la rivista France Automobile del luglio 1899, alla fine del XIX secolo circolavano nella sola Parigi circa 1900 automobili e i costruttori europei di automobili ammontavano a 888, dei quali 619 in Francia. Con il termine generico "automobile" venivano all'epoca definiti tutti i veicoli in grado di muoversi senza forza animale o umana, comprendendo quindi autovetture, tricicli, motocicli e altri veicoli, con propulsione a scoppio, a vapore o elettrica.

### Il nuovo secolo

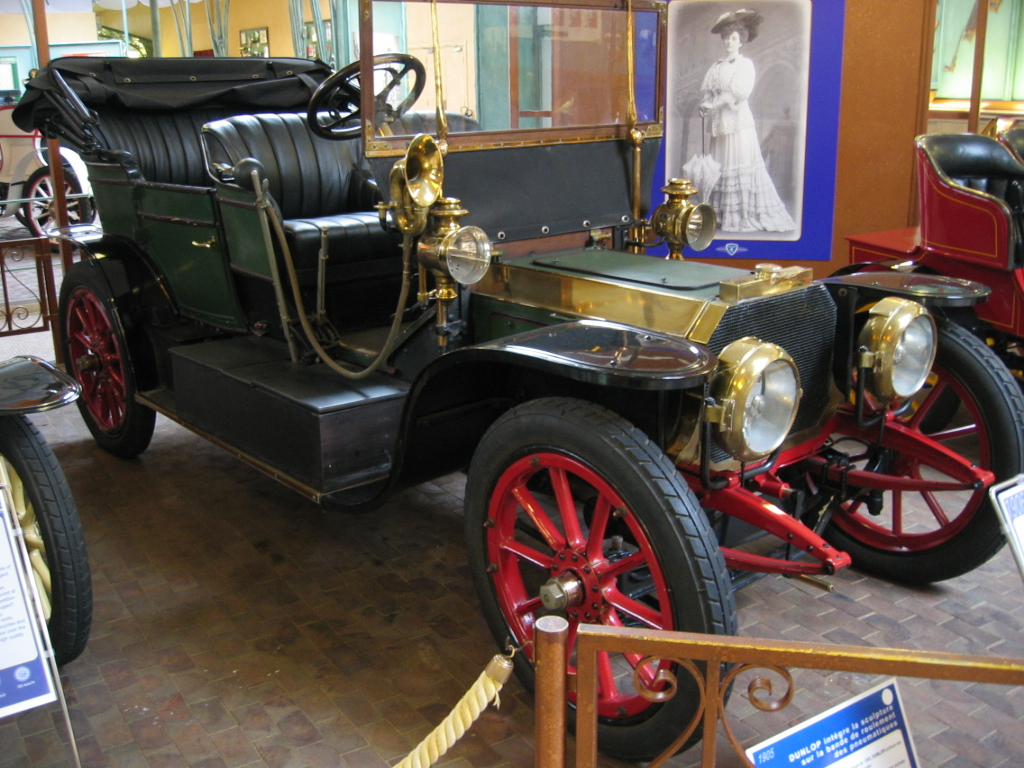
Una Type 81B phaeton del 1906

Le prime vetture Peugeot erano dotate dello stesso schema meccanico, con motore e trazione posteriore, sterzo a barre di controllo e ruote anteriori di diametro inferiore rispetto a quelle posteriori. Ma all'alba del XX secolo tale schema subì un profondo rinnovamento, con il motore che passò a essere sistemato anteriormente e per lo sterzo venne montato uno dei primi volanti. Inoltre la trasmissione divenne a catena, le ruote divennero tutte dello stesso diametro e i freni passarono alle ruote posteriori. Siamo a questo punto nel 1902: oltre ai cambiamenti strutturali delle vetture, vi furono anche cambiamenti nell'ubicazione dell'azienda stessa, che venne trasferita a Levallois, all'epoca uno dei centri più fiorenti dell'allora giovanissima industria automobilistica.
Nel 1905 i figli di Eugène Peugeot cominciarono a guardare con più fiducia alle possibilità offerte dall'industria automobilistica e si accordarono con Armand per poter produrre essi stessi automobili nella loro azienda, la Les Fils de Peugeot Frères, con il marchio Lion-Peugeot. Mentre tale marchio era più orientato verso autovetture più economiche, Armand Peugeot stava indirizzando la produzione verso vetture di prestigio.
In seguito alla morte di Eugène Peugeot, avvenuta nel 1907, Armand si adoperò per riunire le due aziende, cosa che avvenne nel 1910 con la fusione di entrambe sotto la nuova ragione sociale Société Anonyme des Automobiles et Cycles Peugeot. Anche lo stabilimento di Beaulieu, fino a poco tempo prima utilizzato esclusivamente per la produzione di biciclette e utensili, fu adibito alla produzione automobilistica Peugeot. Nel frattempo fu lanciata la Peugeot Bébé. Tale vettura fu progettata in collaborazione con il grande Ettore Bugatti che da poco aveva fondato l'omonima casa automobilistica.

### Gli anni dieci

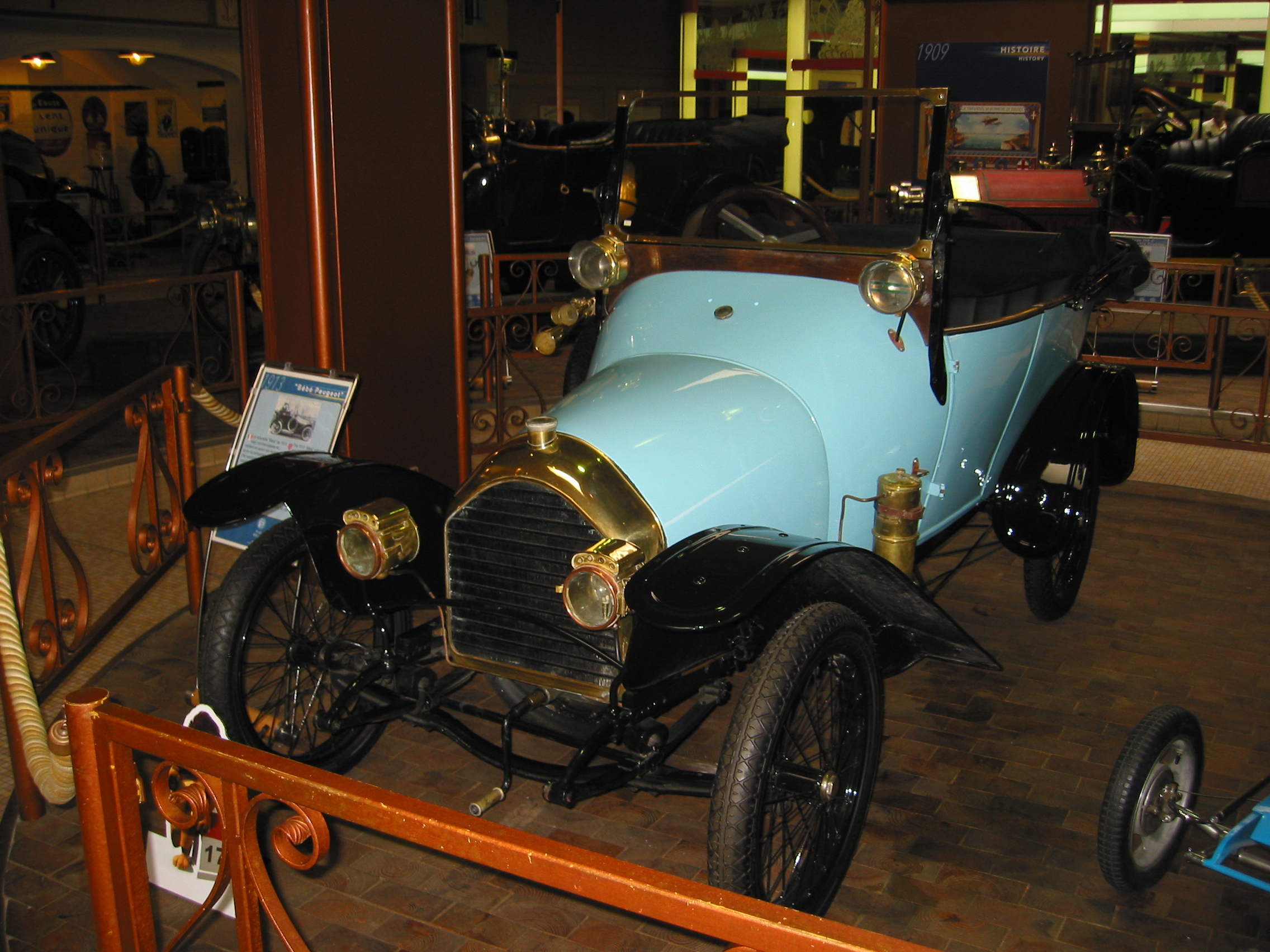
Una Lion-Peugeot BP1, meglio conosciuta come Peugeot Bébé

Gli anni dal 1910 al 1919 videro il marchio Lion-Peugeot registrare un numero significativo di affermazioni in varie competizioni sportive tenutesi tra la fine del 1900 e l'inizio del decennio successivo. Nel 1912 nacque la Peugeot L76, una vettura da competizione realizzata da una squadra di piloti Peugeot e progettisti della Casa francese. Tale vettura ottenne parecchi successi grazie al suo potente motore da 7,6 litri bialbero plurivalvole (quest'ultimo dal contenuto tecnico di assoluto rilievo e assai innovativo per l'epoca), che poteva spingerla fino all'allora notevole velocità di 190 km/h. Con questa vettura vennero stabiliti anche alcuni record di velocità e si colsero anche alcune affermazioni negli Stati Uniti, come per esempio la vittoria alla 500 Miglia di Indianapolis del 1913.
Lo scoppio della prima guerra mondiale costrinse la Casa francese ad adeguarsi in parte ai nuovi regimi bellici, ma l'attività sportiva non venne trascurata e, anche negli anni più duri, alcune Peugeot da competizione, come la L45, conquistarono alcuni importanti risultati, come nelle tre edizioni della gara di Indianapolis del 1915, 1916 e 1919, rispettivamente un secondo posto e due primi posti.
La fine della guerra spinse la Casa a razionalizzare la produzione e a orientarsi su vetture di fascia inferiore, senza tuttavia trascurare quelle di maggior prestigio.

### Gli anni venti

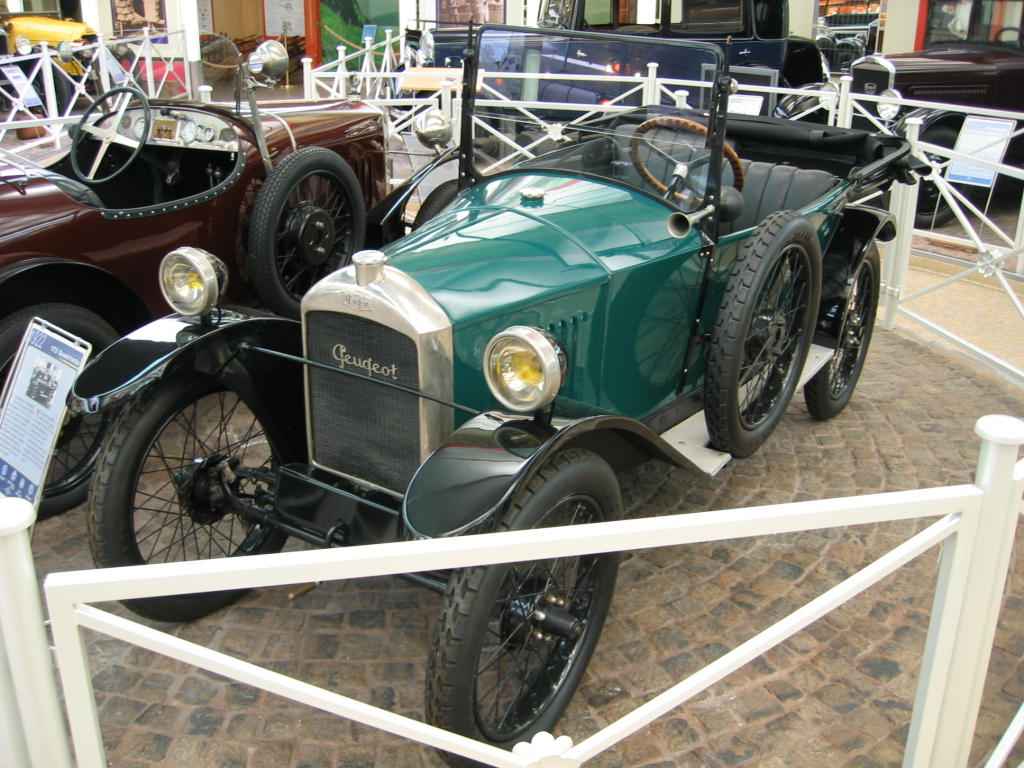
Una Type 172 "Quadrilette"

Fu così che nel 1920 nacque la Peugeot Quadrilette, una spartana vettura di fascia medio-bassa, dalla singolare disposizione in tandem dei suoi due sedili. Nello stesso periodo fu introdotta anche la Type 163, sempre di fascia medio-bassa. Nel 1926 la Société Anonyme des Automobiles et Cycles Peugeot si separò in due, da una parte, la Automobiles Peugeot (automobili) e dall'altra la Cycles Peugeot (biciclette).
In questo decennio la Casa francese cominciò a sperimentare, nel suo stabilimento di Lilla, un nuovo tipo di propulsore, il motore diesel, fino a quel momento rimasto quasi ignorato. In Germania, simili esperimenti furono condotti dalla Mercedes-Benz, nata nel 1926, e fu quest'ultima ad avere la meglio nel lancio della prima vettura a gasolio della storia. La Peugeot sarebbe tornata all'avanguardia dei motori diesel qualche decennio dopo. Nel 1928 gran parte delle risorse della Automobiles Peugeot furono concentrate nella zona di Sochaux. A partire dallo stesso anno, lo stabilimento di Lilla, dedito alla sperimentazione di motori diesel, fu utilizzato come sede della CLM (Compagnie Lilloise des Moteurs), un complesso industriale creato dalla stessa Peugeot.
Questi cambiamenti avvennero durante un periodo delicato per le finanze della Peugeot, a causa principalmente dal fallimento di una delle banche su cui la Casa francese si appoggiava abitualmente.
Nel 1929 venne lanciata la 201, erede di Quadrilette e 5CV. La 201 fu una vettura importante nella storia della Peugeot, perché il suo successo permise alla casa di attraversare indenne il difficile periodo della Grande depressione. Inoltre, la 201 fu la prima Peugeot ad adottare il sistema di denominazione a tre cifre con lo zero in mezzo, criterio adoperato per molti decenni e ancora in uso oggigiorno. La Peugeot depositò anche come denominazioni distintive tutti i numeri a tre cifre con interposto lo zero. La scelta aveva origine nel fatto che lo zero centrale della cifra, posta sulla calandra, dissimulava l'antiestetico foro per la manovella d'avviamento. Tranne rare eccezioni, a partire dal 1930 nessun'altra casa automobilistica poté utilizzare per i propri modelli una cifra a tre numeri con interposto lo zero. Una deroga venne concessa dalla Peugeot, in rispetto al "cavallino rampante", per i modelli Dino 206, e Ferrari 208 e 308. La Porsche, invece, fu diffidata e costretta a modificare la già annunciata denominazione "901" in "911".

### Gli anni trenta e di nuovo in guerra

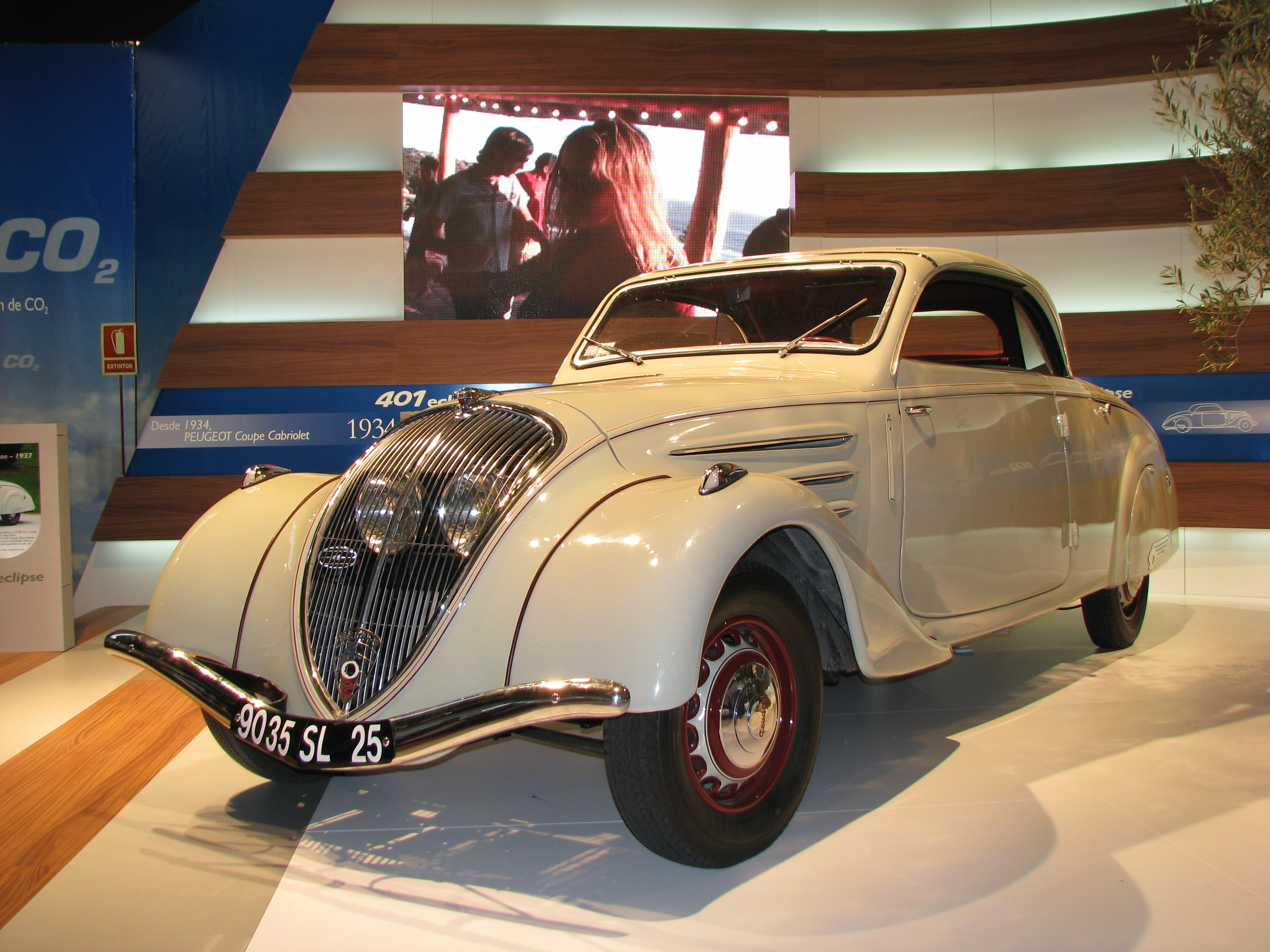
Una 402 Eclipse con tetto ripiegabile

La Peugeot riuscì negli anni trenta a superare indenne la grande crisi economica successiva al crollo della Borsa di New York del 1929. Nei primi anni trenta rinnovò la sua gamma, rendendola da una parte più popolare e meno ambiziosa, senza tuttavia trascurare anche le fasce di mercato più alte. Nacquero così vetture come la media 301, la medio-alta 401 e la 601, vettura di fascia superiore. Questi modelli, nati con caratteristiche estetiche convenzionali, si sarebbero in seguito evolute divenendo più aerodinamiche, secondo la moda dell'epoca, una moda che traeva origine dalle opere di pionieri come Gabriel Voisin. Tale ricerca dell'aerodinamica raggiunse il suo culmine nella seconda metà degli anni trenta, quando vennero lanciate la 402, la 302 e infine la 202, caratterizzate da corpi vettura quasi identici, specie nel frontale, dove i fari anteriori erano racchiusi all'interno di una griglia centrale assieme al radiatore. Cambiavano gli ingombri, più contenuti nella 202 e più esuberanti nella 402. Non vi fu un seguito, invece, per la 601. Questi modelli ebbero anche delle declinazioni sportive, denominate Darl'Mat e proposte come profilatissime coupé e roadster.
È di questo decennio l'invenzione, da parte della Peugeot, del tetto rigido ripiegabile, adottato in via ufficiale nel modello 402 (denominato Eclipse) ma anche in molti altri suoi modelli dell'epoca, sebbene non ufficialmente a listino. Tale invenzione sarebbe stata ripresa nel 2001 con il lancio della 206 CC.
Nel settembre del 1939 scoppiò la seconda guerra mondiale.

### La guerra e la rinascita: gli anni quaranta e cinquanta

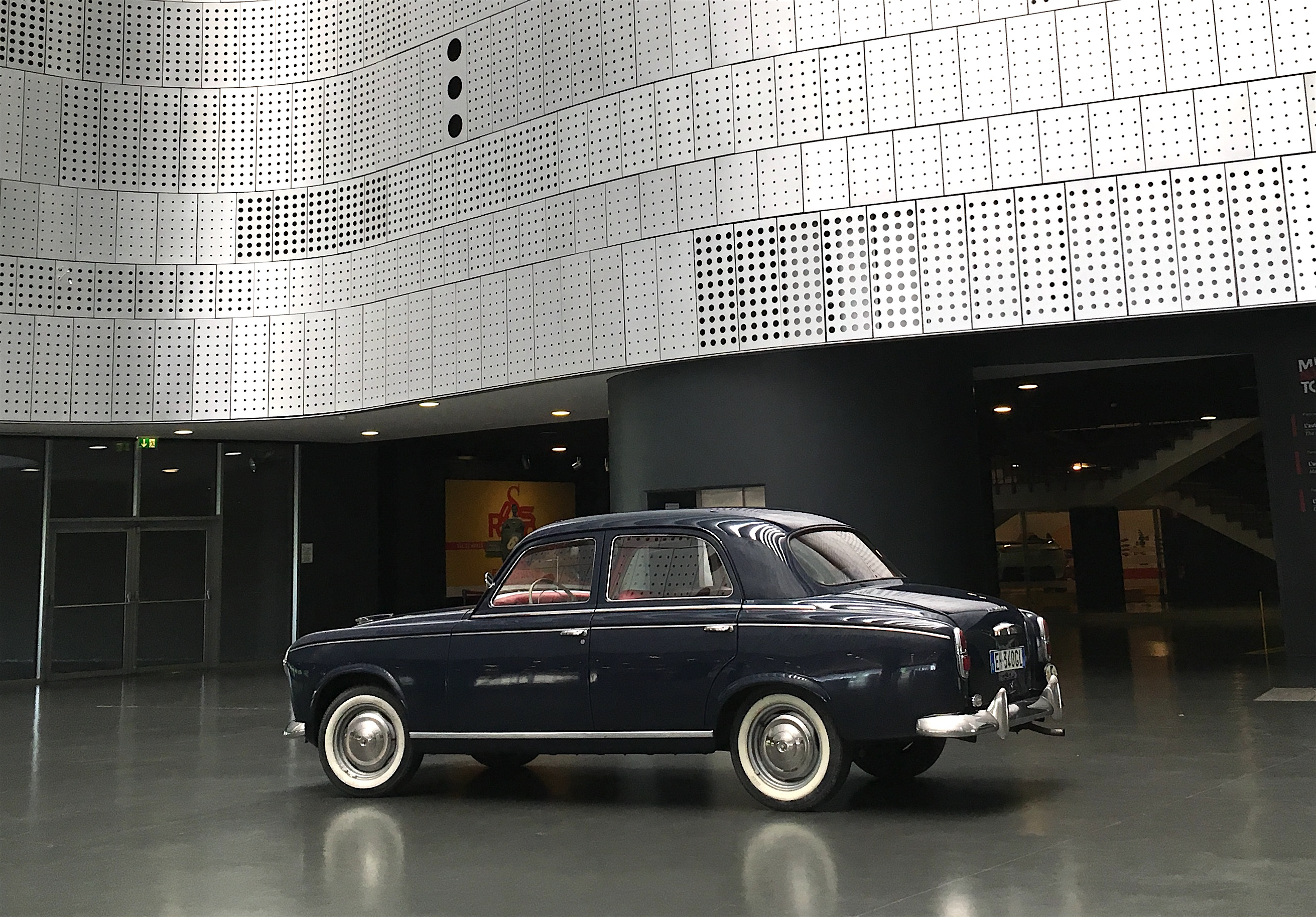
Una Peugeot 403 berlina, al Museo Nazionale dell'Auto di Torino

Nel periodo bellico vi fu una grande carenza di petrolio e benzina e la produzione automobilistica della Peugeot fu pressoché sospesa, con l'eccezione di una piccola vetturetta a propulsione elettrica, la VLV, i cui 377 esemplari prodotti furono utilizzati specialmente nella zona di Parigi, e, fino al 1942, di alcune piccole quantità di Peugeot 402 e 202.
All'indomani del conflitto, la Casa francese cominciò a lavorare alla nuova vettura che avrebbe sostituito la 202, che era sempre in produzione. La nuova vettura, denominata 203, fu lanciata nel 1948, prima Peugeot monoscocca e unico modello nella gamma Peugeot dal 1949 (anno in cui la 202 fu tolta di produzione) al 1955.
Negli anni seguenti, mentre la 203 raccoglieva consensi sempre crescenti, partì il progetto per una vettura di fascia superiore che andasse ad ampliare la gamma della Casa. Contemporaneamente a Lilla andavano avanti le ricerche per i motori diesel. Nel 1955 venne lanciata la Peugeot 403, un modello estremamente significativo nella storia della Casa, perché sancì l'inizio della collaborazione tra la Casa del Leone Rampante e il prestigioso atelier automobilistico di Pininfarina. La vettura si rivelò un successo e nel 1959 ne fu proposta anche una versione a gasolio, prima Peugeot diesel nella storia. Il motore diesel utilizzato, però, non uscì direttamente dallo stabilimento CLM di Lilla, ma era stato concepito dalla Indenor, un'azienda francese molto avanti nel campo dei motori diesel, che era stata rilevata alcuni anni prima dalla CLM.

### Gli anni sessanta

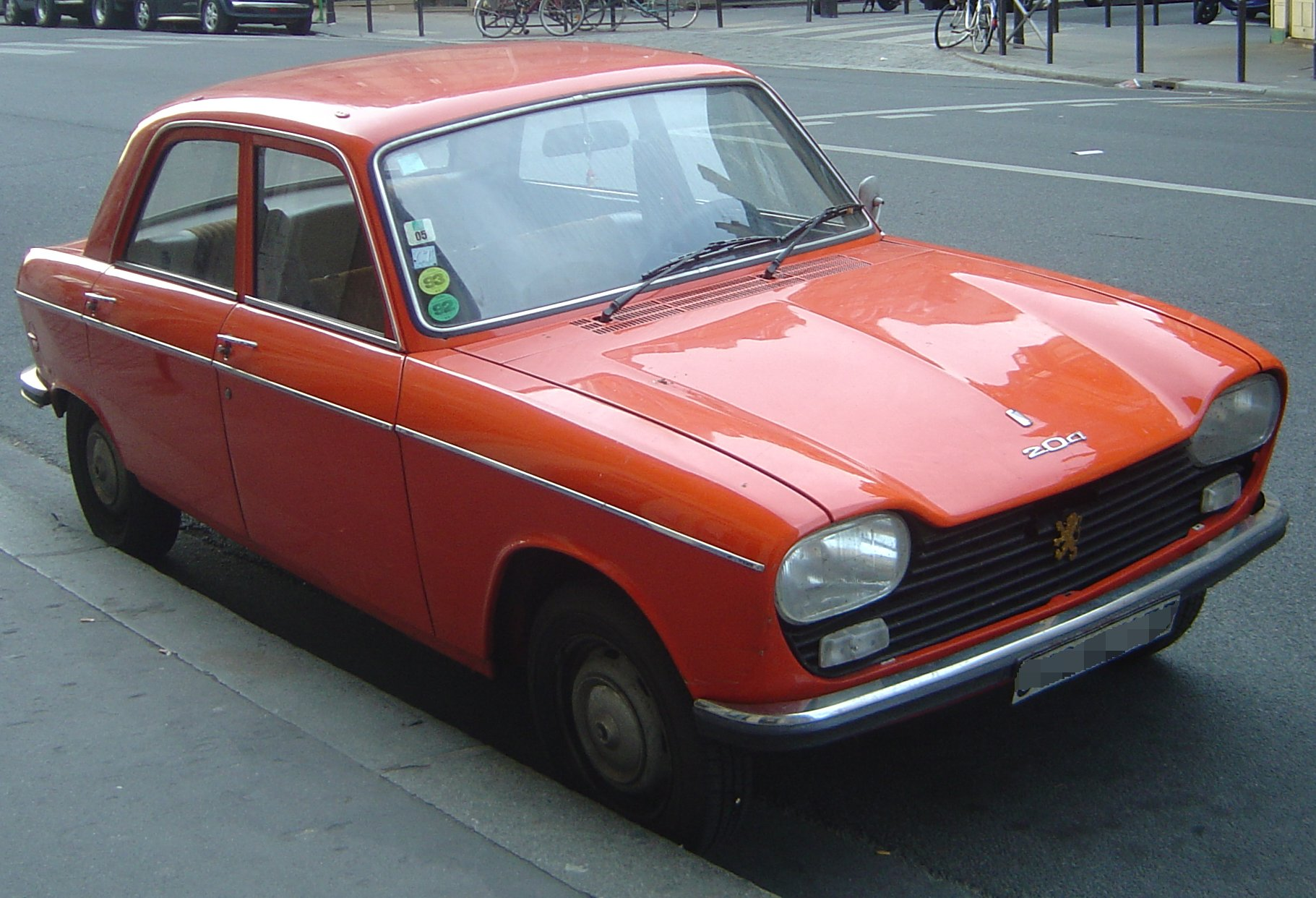
Una Peugeot 204, prima trazione anteriore della Casa

Nel 1960 venne lanciata la Peugeot 404, destinata ad affiancare e in seguito a sostituire la 403. Anche la 404 fu proposta in versione diesel e anch'essa si rivelò un grande successo. Negli anni sessanta la gamma Peugeot si diversificò ulteriormente: nel 1965 venne introdotta la 204, prima Peugeot a trazione anteriore, mentre nel 1968 fu la volta della celebre 504, prima world car della casa francese, decisamente più moderna della 404. Infine, nel 1969 venne introdotta la 304, versione allungata della 204, rispetto alla quale si pose un gradino più in alto. Anche questi tre modelli furono proposti in alcune versioni a gasolio, rafforzando quindi la loro posizione di riferimento nel campo del diesel. In particolare, la 204 fu all'epoca la vettura dotata del più piccolo motore diesel prodotto fino a quel momento: solo 1255 cm³.
Nel 1965 la Société des Automobiles Peugeot divenne Peugeot Société Anonyme, divenendo la holding di controllo di tutte le società del gruppo.
Nel 1966 la Peugeot firmò un accordo con la Renault per la produzione di motori in comune. Da tale joint-venture nacquero nuovi motori di svariate fasce, dai piccoli motori della serie X, ai più grandi motori Douvrin (dal nome della città di Douvrin, dove sorge lo stabilimento in cui nascevano tutti i motori sviluppati con Renault), fino al V6 PRV, quest'ultimo realizzato in un'ulteriore joint-venture che prevedeva anche la collaborazione della svedese Volvo. Tutte queste famiglie di motori avrebbero avuto un lungo seguito commerciale.

### Gli anni settanta e la nascita del gruppo PSA

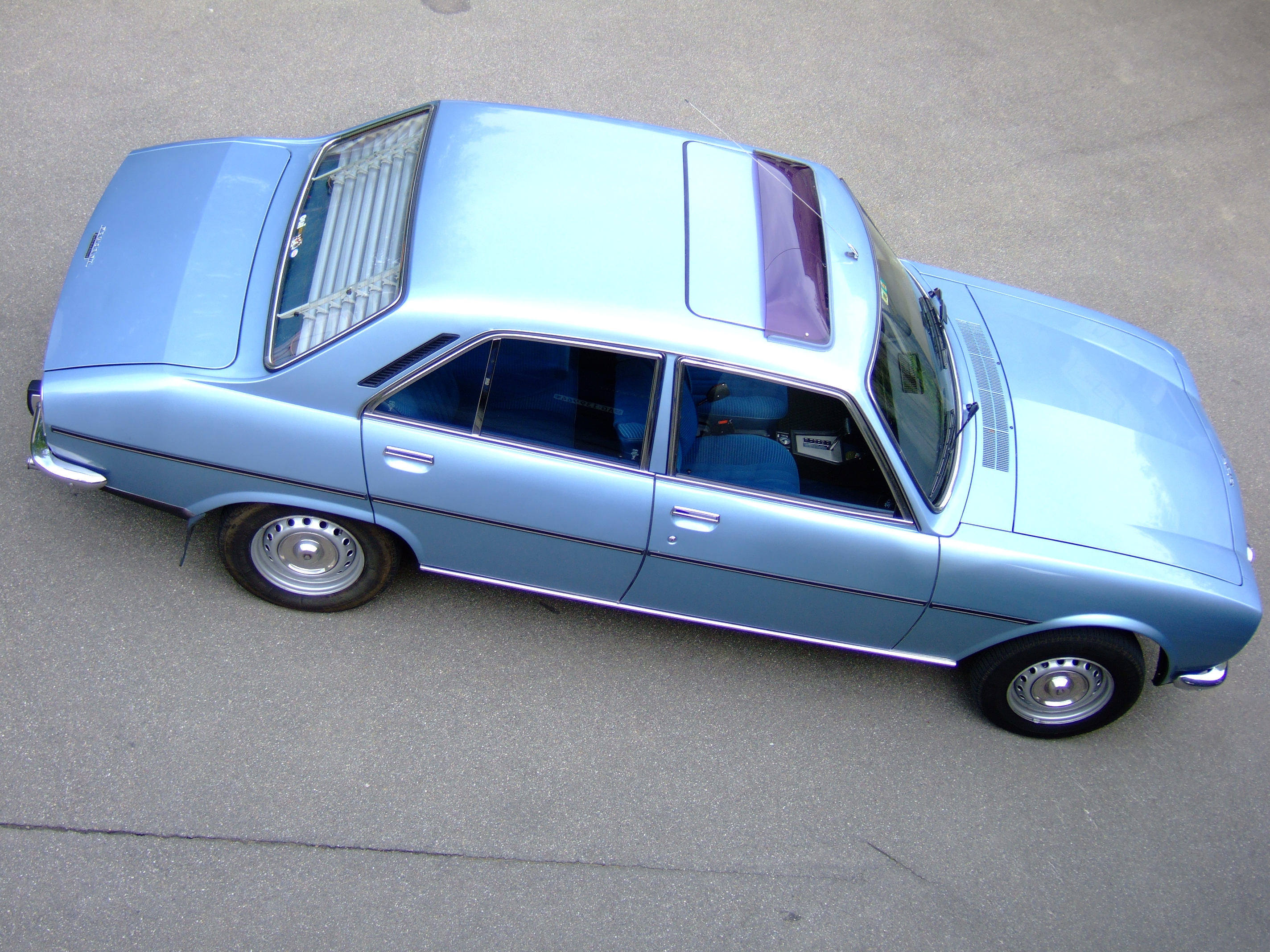
Una Peugeot 504, nata nel 1968

Negli anni settanta furono significativi nella storia della Peugeot e non solo. Nel 1972 fu lanciata la Peugeot 104, la prima utilitaria Peugeot, in due varianti di carrozzeria, a due e a quattro porte (poi divenute tre e cinque porte con l'introduzione del portellone posteriore). Poi nel 1973 vi fu la crisi petrolifera, che colpì in particolare i produttori di auto di grossa cilindrata. Non fu quindi il caso della Peugeot, ma la situazione divenne estremamente precaria per un altro costruttore francese, Citroën, il quale alla fine del decennio precedente era entrato in società con la Maserati per la produzione di una gran turismo profilata. Da ciò nacque la SM, che però non ebbe un gran successo commerciale e anzi portò la Citroën sull'orlo del fallimento. Fu la Peugeot a rilevarla e ad assumerne la direzione, a partire dal 24 giugno 1974. Nel 1976, con l'acquisto del 90% del capitale Citroën, nacque la PSA Peugeot-Citroën, più comunemente nota come Gruppo PSA.
Nel 1975 la Peugeot introdusse l'ammiraglia della casa, la 604, probabilmente l'unica ammiraglia del marchio in grado di competere anche negli Stati Uniti con marchi come Mercedes Benz, disponibile sia con motori benzina (tra cui il 2.7 - 2.9 PRV), sia con motori a gasolio, tra cui il 2.3 turbodiesel, primo motore diesel sovralimentato in Europa. Nello stesso anno la 404, in listino da ben quindici anni, uscì di produzione definitivamente.
Nel 1977 fu lanciata la 305, destinata a raccogliere il testimone della 304 e nel 1979 fu la volta della 505, vice-ammiraglia chiamata a sostituire la 504.
Nel 1978 la statunitense Chrysler decise di vendere le sue succursali in Francia, Spagna e Gran Bretagna. Fu la Peugeot a raccogliere l'offerta e con l'acquisizione del pacchetto divenne detentrice dei marchi SIMCA e Talbot, oltre agli storici Sunbeam e Rootes. Nello stesso anno, il gruppo PSA entrò in joint-venture con il gruppo Fiat per produrre veicoli commerciali. La joint-venture, denominata Sevel, comportò l'apertura di due stabilimenti, uno ad Atessa, in Italia, e uno a Valenciennes, in Francia.

### Gli anni ottanta e la fine della Talbot

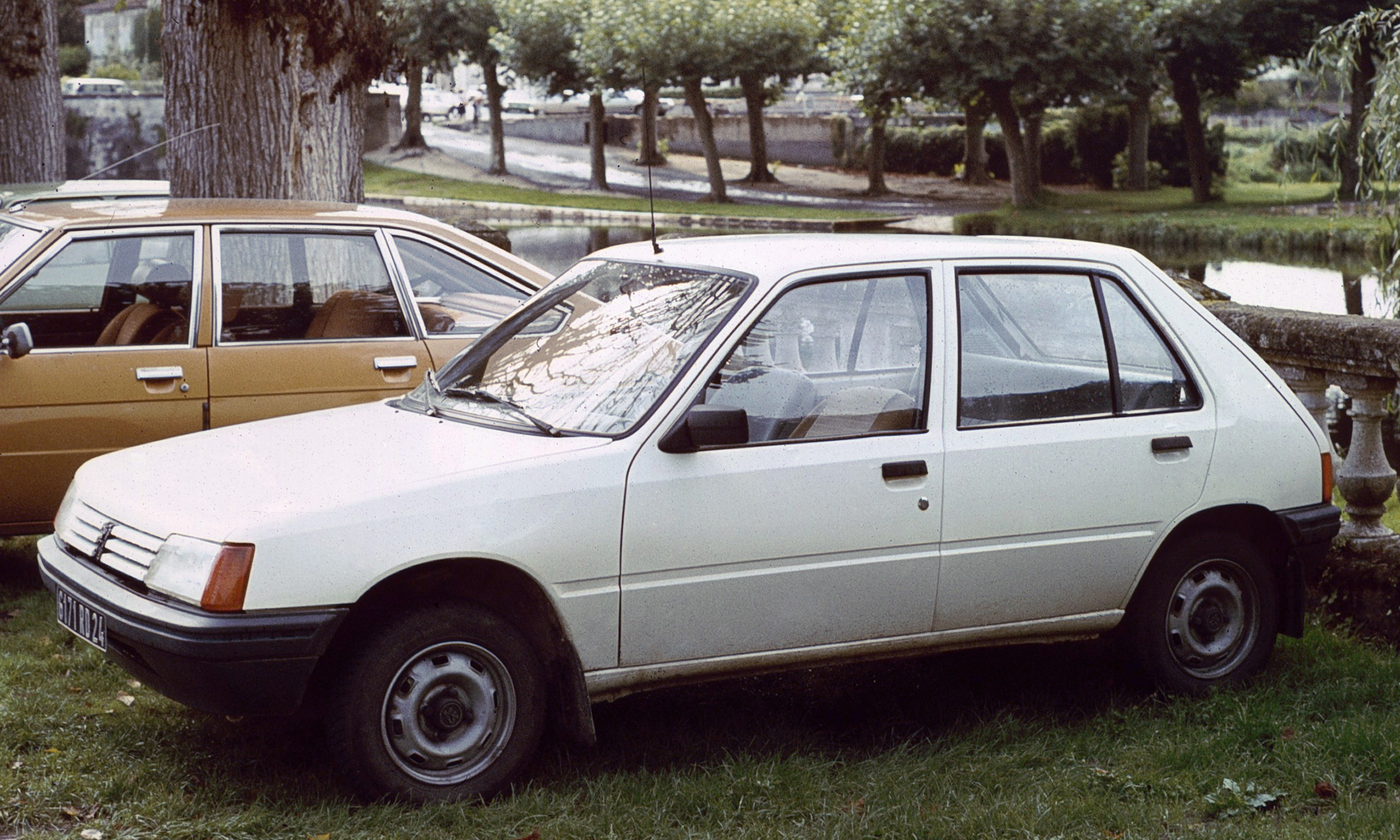
Una Peugeot 205

Nel 1980 la Peugeot cominciò a commercializzare i primi modelli Talbot, tra cui la Talbot 1100 (versione rimarchiata della Simca 1100) e la Talbot Samba (praticamente una 104 3 porte rimarchiata). Ma la nuova crisi petrolifera del 1979 la rivoluzione in Iran negli anni 1978-1979, paese importante nodo commerciale per la ex-Chrysler, unitamente agli scarsi successi commerciali in Europa dei modelli Talbot, costrinsero la Peugeot a ridurre l'offerta di marchi e a togliere quello Talbot, utilizzato fino al 1993 solo per il furgone Express, basato sul Fiat Ducato dell'epoca.
Nel frattempo la Peugeot mandò avanti la sua produzione automobilistica: il 1983 vide il lancio della 205, vettura utilitaria di gran successo, anch'essa disegnata da Pininfarina. La sua produzione sarebbe durata oltre dodici anni. Nel 1986 venne introdotta la 309, anch'essa un buon successo, ma limitatamente al mercato interno, mentre oltreconfine trovò maggiori difficoltà. In ogni caso venne superato largamente il milione e mezzo di unità vendute in sette anni.
Nel 1987 venne lanciata la 405 in sostituzione della 305. Tale modello fu la seconda Peugeot, dopo la 504, a fregiarsi del titolo di Auto dell'anno.
Con l'uscita di produzione della 604, la 505 fu dotata di motori più potenti, in modo da fornire un "cuscinetto" in attesa dell'arrivo della nuova ammiraglia, la 605, che vide la luce nel 1989. La 505 Fu anche l'ultima automobile Peugeot a trazione posteriore.

### Gli anni novanta

#### In Francia e in Europa

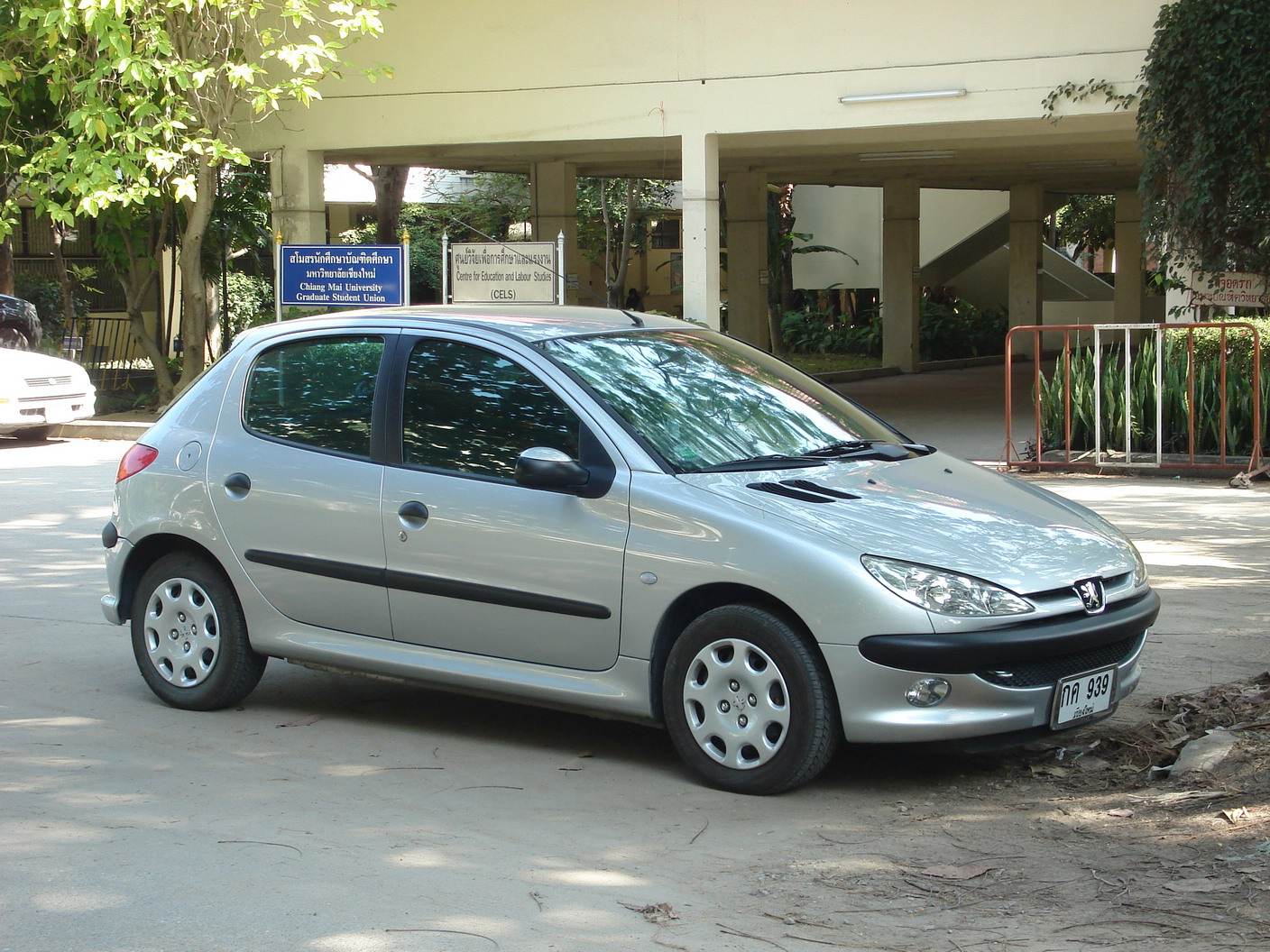
Una 206, vettura esordiente nel 1998

Gli anni novanta videro il successivo rinnovamento della gamma, con alcune novità: nel 1991 un nuovo modello venne introdotto al di sotto della 205 e venne denominato 106. Anche questo modello ebbe un enorme successo e venne prodotto per tredici anni.
Due anni dopo fu la volta della 306, destinata a rimpiazzare la 309, mentre nel 1994 fu presentata la 806, prima monovolume della Casa francese, realizzata dalla joint-venture tra il gruppo PSA e il gruppo Fiat. A metà del decennio venne lanciata la Peugeot Ranch, una sorta di incrocio tra una monovolume e un furgoncino, più comunemente definibile come ludospace. Anche questo modello incontrò un buon successo, specie in versione furgonata.
Nel 1998 venne lanciata la 206, un nuovo successo per la Casa francese, tanto da arrivare ai primi anni dieci del secolo successivo. Nello stesso anno, il gruppo PSA entrò in joint-venture con il gruppo Ford per la realizzazione di nuovi motori diesel di fascia bassa e medio-bassa. Da tale cooperazione sarebbero derivati in seguito i motori DV, molto apprezzati dal pubblico.
Fra tanti successi vi fu anche un insuccesso, costituito dalla 605, non molto apprezzata, insuccesso dovuto solo in parte ad alcuni problemi tecnici che affliggevano in particolare le versioni dotate del 3 litri PRV, ma che più probabilmente non fu un vero sostituto di pari classe delle più vecchie 604 e 505. Con l'uscita di scena delle 604, 505, 405, le uniche World car prodotte dal marchio, si chiude definitivamente anche l'avventura negli USA del marchio francese. Il pregiudicarsi un territorio di vendita così esteso si rivelerà una scelta quanto mai sbagliata negli anni a venire.

#### La Dongfeng Peugeot-Citroën Automobiles
All'inizio degli anni novanta, il Gruppo PSA comincia una joint-venture con il costruttore cinese Dongfeng Motor Corporation. Tale joint-venture, nota con il nome di Dongfeng Peugeot-Citroën Automobiles, si occuperà di costruire nello stabilimento di Wuhan modelli del Gruppo francese su licenza. Nel 1992 verrà commercializzato il primo modello derivato da tale joint-venture, ossia la Citroën Fukang, derivata dalla ZX. Dallo stesso modello sarà derivata la Elysée, costruita però anche con componenti derivati da altri modelli Citroën europei. In seguito, verrà proposta la Citroën C2, che però non corrisponde alla C2 europea, bensì a una Peugeot 206. Negli anni duemila, verranno prodotte anche la 307 a tre volumi e nel 2010 anche la 408, su base 308.

### Gli anni duemila

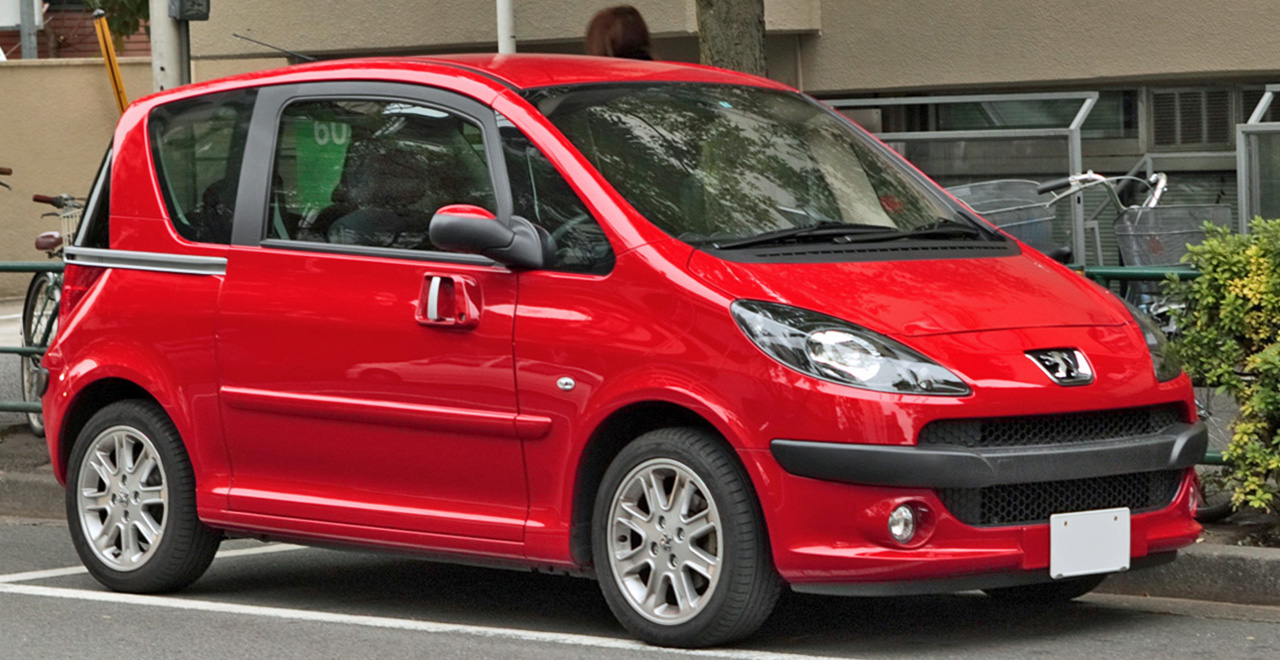
Una Peugeot 1007, mini-monovolume della Casa francese

Gli anni duemila sono caratterizzati dalla nascita di varie joint-venture tra il Gruppo PSA e altre Case automobilistiche, il tutto allo scopo di contenere i costi di produzione. Già il 2001 è stato ricco di novità: la joint-venture con Ford dà luogo alla nascita dei motori DV, mentre il listino si arricchisce dell'accattivante 206 CC, dotata di tetto in metallo ripiegabile elettricamente. In questo modo la Casa francese intende sottolineare il suo primato nel campo dei tetti rigidi ripiegabili, specie dopo il lancio, avvenuto alcuni anni prima della prestigiosa Mercedes-Benz SLK, che in molti avevano additato come la prima a proporre tale soluzione. Sempre nel 2001 vi fu il lancio della 307, la terza Peugeot eletta Auto dell'Anno. Anche la 307, sebbene meno sportiveggiante della 306, ha avuto un gran successo.
A metà del decennio il Gruppo PSA entra in joint-venture con la BMW e da qui nascono i motori Prince, poi montati sulle nuove Mini e su alcuni modelli PSA di fascia medio-bassa. Nello stesso periodo nasce la 107, meno sportiva e più cittadina della 106 che sostituisce. In quel periodo si delineano nuove nicchie di mercato per la Peugeot. Tali nicchie verranno occupate da nuovi modelli derivati dalla normale produzione e caratterizzati da un ampio spazio interno rispetto ai tradizionali modelli da cui derivano, oltre che da altre particolari funzionalità tecniche e configurazioni di carrozzeria inedite per la Peugeot stessa. Dal punto di vista della denominazione, tali modelli particolari non hanno più uno zero centrale, bensì due zeri. Nascono così dapprima la 1007 del 2005, una piccola monovolume da contrapporre a vetture come l'Opel Agila. Due anni dopo esordisce la 4007, primo SUV della Casa francese, realizzato in joint-venture con la Mitsubishi e nel 2009 è la volta della 3008, un particolare crossover in parte SUV, in parte monovolume e in parte station wagon. Tale modello, tra l'altro, inaugura anche il nuovo corso stilistico della Casa francese, caratterizzato da una calandra non più aggressiva come la "bocca" delle precedenti Peugeot, ma ugualmente carica di personalità. Nel frattempo, nel 2006 era uscita la sostituta della 206, la 207, che l'anno successivo è l'auto più venduta nel vecchio continente e che subisce un restyling nel 2009; viene prodotta anche nelle versioni cabrio, coupé e station wagon.

### Gli anni 2010

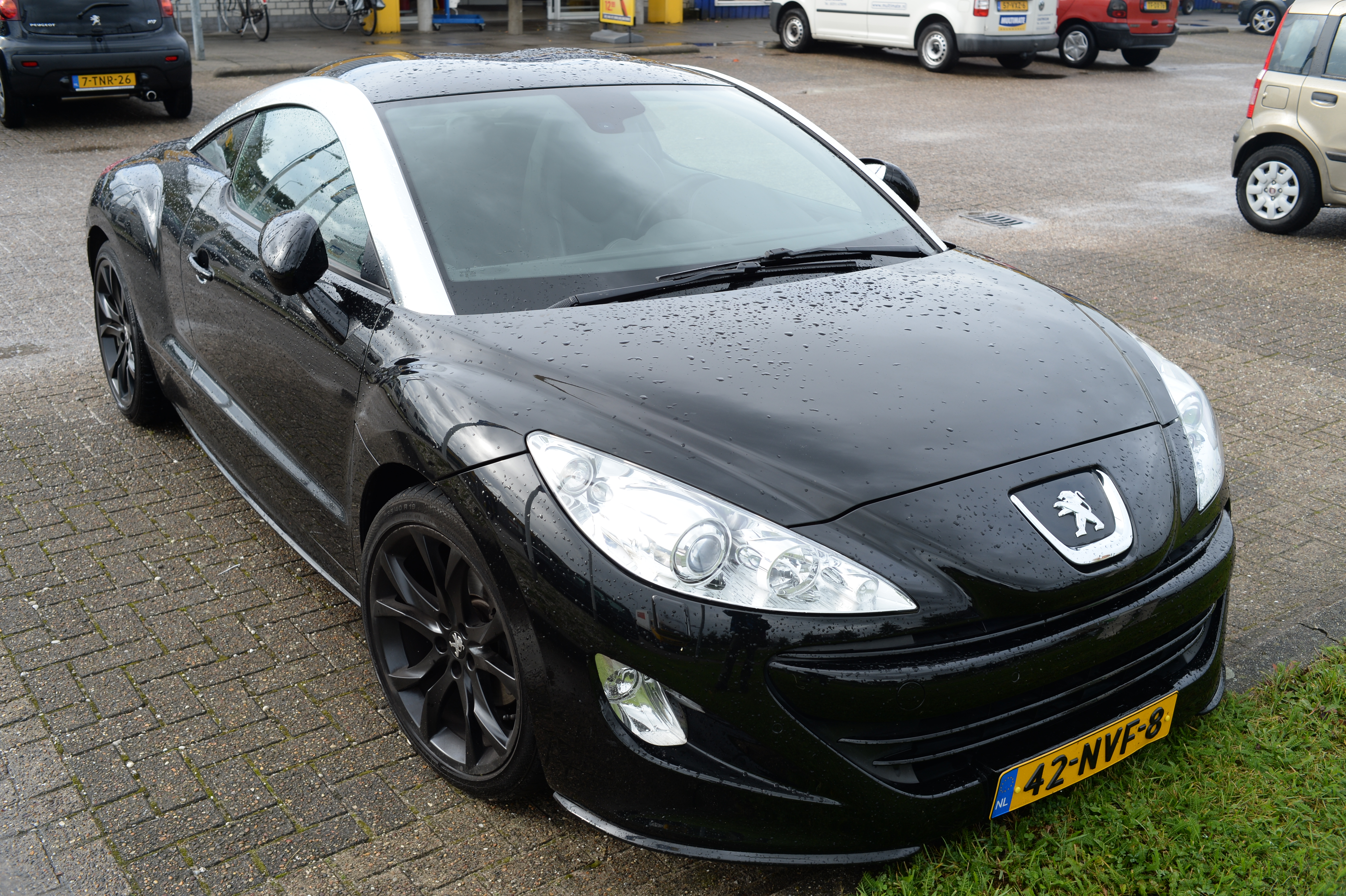
Una Peugeot RCZ

A gennaio 2010, la Peugeot ha presentato la nuova immagine di marca: il leone, storico simbolo della casa francese, è stato ristilizzato in modo da avere un'apparenza più moderna, mentre è stato reso noto anche il nuovo slogan della marca: Motion & Emotion, cioè "movimento ed emozione". Nello stesso anno viene lanciata la coupé RCZ, mentre vengono intensificate le ricerche sui motori elettrici e ibridi e a fine anno viene introdotta la tecnologia microibrida dei motori e-HDi con sistema Stop & Start integrato di nuova generazione. Sempre alla fine del 2010 viene lanciata la 508, grossa e imponente berlina destinata a rimpiazzare in un solo colpo i modelli 407 e 607. È proprio questa una delle prime Peugeot a montare il motore 1.6 e-HDi. La 508 sarà seguita dalla versione restyling della 308, presentata a Ginevra nel 2011.
Per i mercati emergenti, nel 2012 viene lanciata la 301, che riprende il nome dello storico modello degli anni trenta, ma inaugura anche il nuovo criterio di denominazione dei modelli che verranno prodotti da quel momento in poi (vedi paragrafo Denominazioni dei modelli Peugeot). Sempre nel 2012 viene introdotta l'erede della 207, ossia la 208, che a partire dall'anno seguente verrà proposta anche nella frizzante versione GTI, con cui verrà rinnovata la tradizione delle piccole GTI della Casa francese. E ancora nel 2012 viene stipulato un accordo di collaborazione con la General Motors, la quale entra per il 7% nel capitale del Gruppo PSA allo scopo di realizzare e condividere tecnologie in comune. Il fatto susciterà attriti con la BMW, fino a quel momento cooperante con PSA nella realizzazione dei motori Prince. A metà del 2013 viene presentata la nuova 308 che non cambia di numerazione. Sempre nel 2013 vengono ristilizzate la 3008 e la 5008. Nel 2014 arriva la versione familiare della 308 e la 508 subisce un restyling, ma soprattutto viene presentata la 108 realizzata insieme alla Toyota e che è legata strettamente alla Citroën C1 e alla Toyota Aygo (com'era stato per le precedenti generazioni) anch'esse rinnovate. Finisce anche la produzione dei motori a benzina V6 e con essa, probabilmente, viene sancita l'uscita definitiva di PSA dal segmento dei veicoli di lusso.
Nel frattempo la situazione si fa difficile: il Gruppo PSA, venutosi a trovare in cattive acque a causa della crisi economica e delle magre vendite, raggiunge un accordo con i cinesi della Dongfeng e il governo francese: il 20% del pacchetto azionario passa a quest'ultimo, un altro 20% è per la Dongfeng, mentre la famiglia Peugeot detiene un ulteriore 20%. Il resto viene suddiviso tra vari azionisti minori. Per la prima volta dopo secoli, la famiglia Peugeot non è più la detentrice del pacchetto di maggioranza, aspetto che la dice lunga sul difficile periodo della Casa francese. Nel frattempo, la joint-venture con la General Motors prosegue portando avanti i progetti relativi a quelli che saranno i primi modelli prodotti in comune. Nello stesso periodo, al timone del gruppo PSA arriva Carlos Tavares. Il nuovo amministratore delegato del colosso francese, proveniente dalla Renault ed ex-vice di Carlos Ghosn, darà un impulso decisivo nel risollevare le sorti del gruppo PSA, tagliando i cosiddetti "rami secchi" delle gamme di Peugeot e Citroën e concentrando la produzione solo in quei modelli che garantiscono la massima redditività. Per questi motivi, una delle Peugeot che per prima dovette abbandonare la gamma fu la tanto apprezzata RCZ, affascinante nelle sue linee, ma pur sempre una vettura di nicchia che non poteva garantire grossi volumi di vendita. Salito al vertice del gruppo nell'aprile del 2014, Tavares riuscirà nel giro di un anno a ribaltare i bilanci dei due storici marchi PSA, portandoli nuovamente in attivo. Non solo, ma nel 2017 accanto a Peugeot, Citroën e DS arriveranno due nuovi marchi, nientemeno che la Opel e la Vauxhall, rilevate dalla General Motors, con la quale si chiuse la tanto discussa joint-venture.
Nel gennaio 2021, dopo la fusione fra il gruppo PSA e il gruppo FCA e la nascita di Stellantis, Linda Jackson è stata nominata alla guida del marchio Peugeot.

### Altre attività della Peugeot
Originariamente l'impresa fabbricava anche lame per seghe e utensileria varia, nonché macinapepe e macinacaffè (dal 1876 al 1935), moto, ciclomotori, biciclette (attività indipendente dal 1926), elettrodomestici e utensili elettrici (il marchio Peugeot, ceduto nel 1996, è scomparso in questo settore). I macinini sono prodotti dalla società PSP Peugeot con sede e stabilimento a Quingey.

## Identità visiva
Il leone simbolo dell'azienda fu realizzato da Justin Blazer, orafo e incisore a Montbéliard, e utilizzato a partire dal 1847 benché depositato come marchio soltanto nel 1858; per Peugeot l'animale simboleggiava le tre qualità delle proprie lame: "la resistenza dei denti, la flessibilità della lama e la velocità di taglio". Bisognò attendere il 1948 e la 203 per veder scomparire la freccia che fino ad allora era stata ai piedi del leone. Il leone Peugeot assunse le forme dello stemma della Franca Contea nelle due varianti introdotte, rispettivamente, nel 1948 e nel 1955. Il marchio subì diverse modifiche prima di arrivare alla versione attuale in uso dal 25 febbraio 2021.

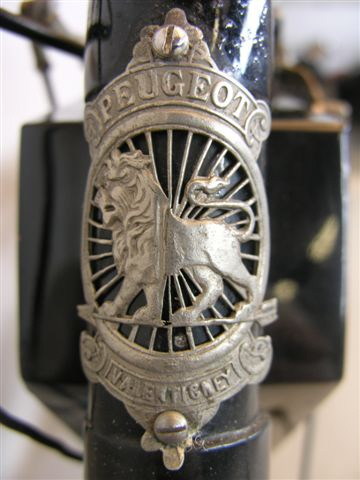
Logo introdotto nel 1905
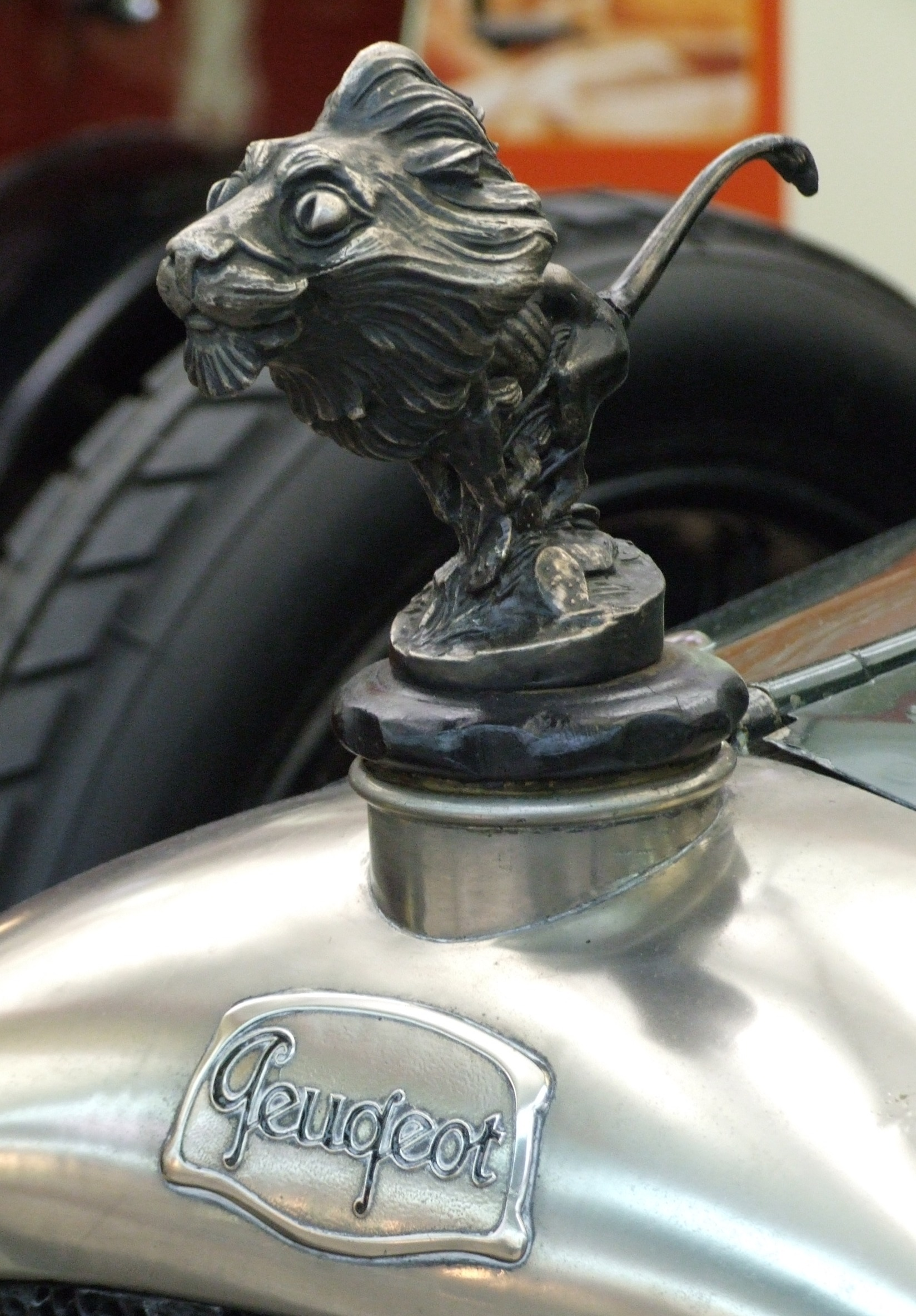
Ornamento introdotto nel 1923, disegnato da René Baudichon
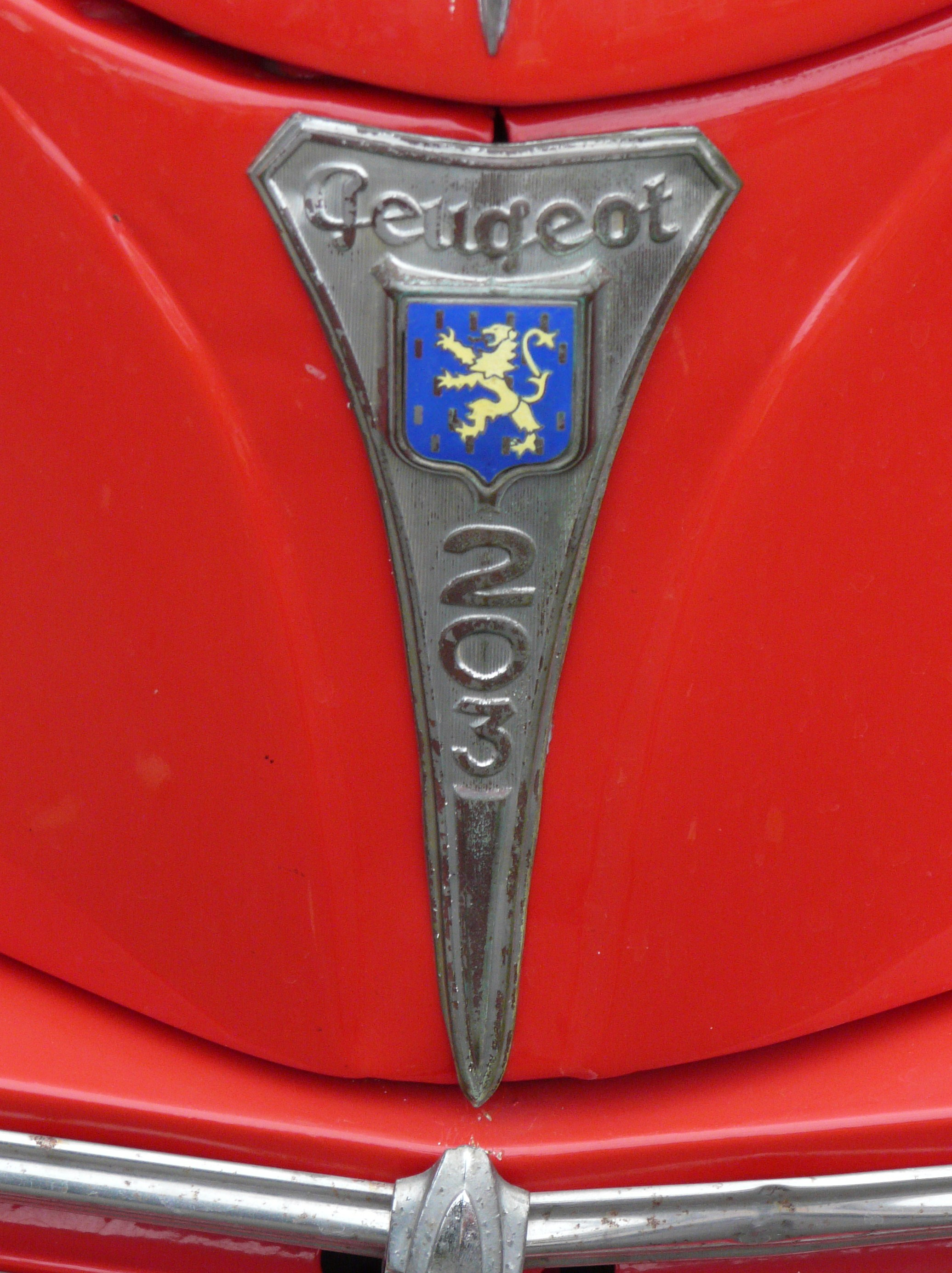
Logo introdotto nel 1948
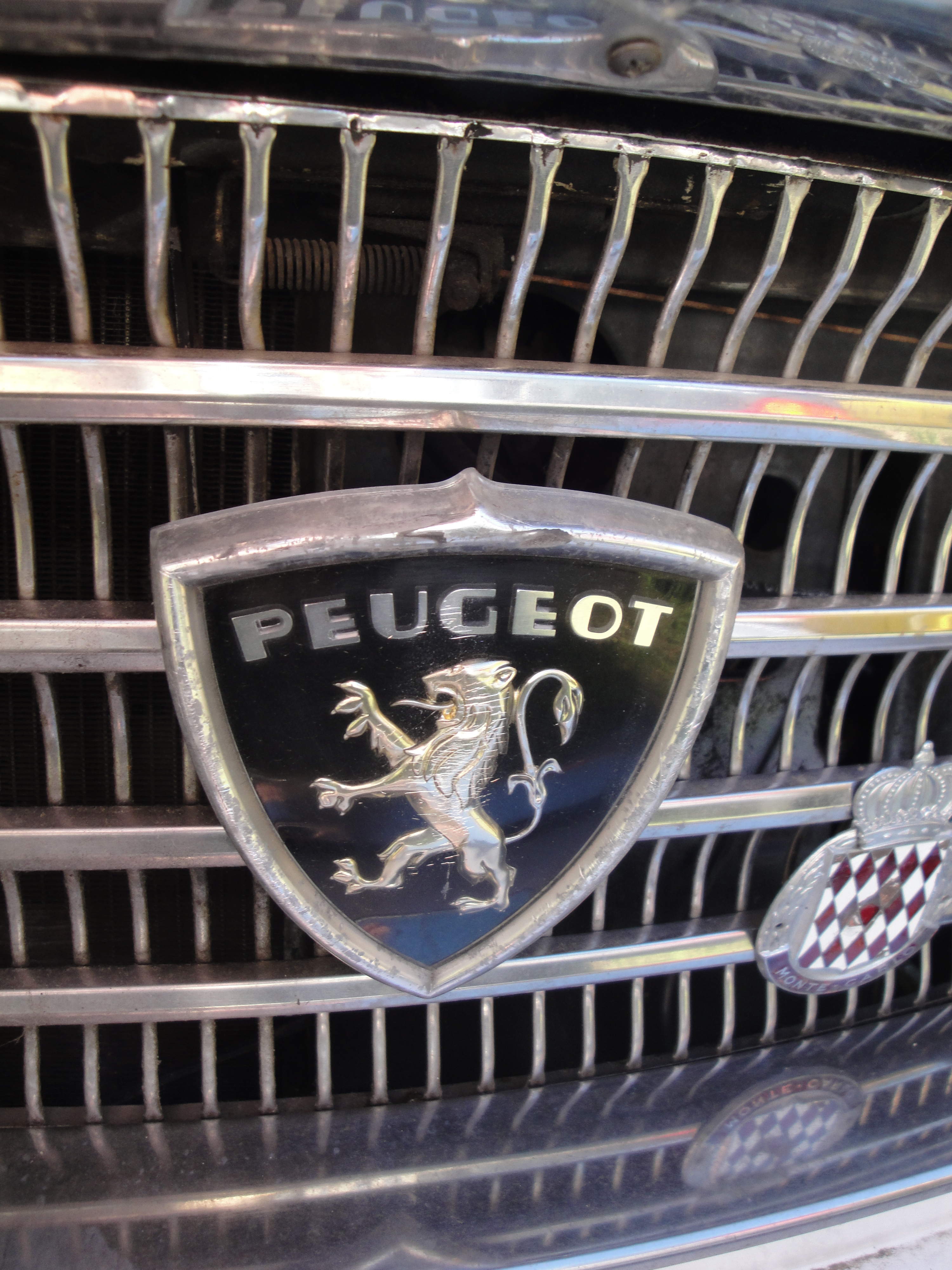
Logo introdotto nel 1955
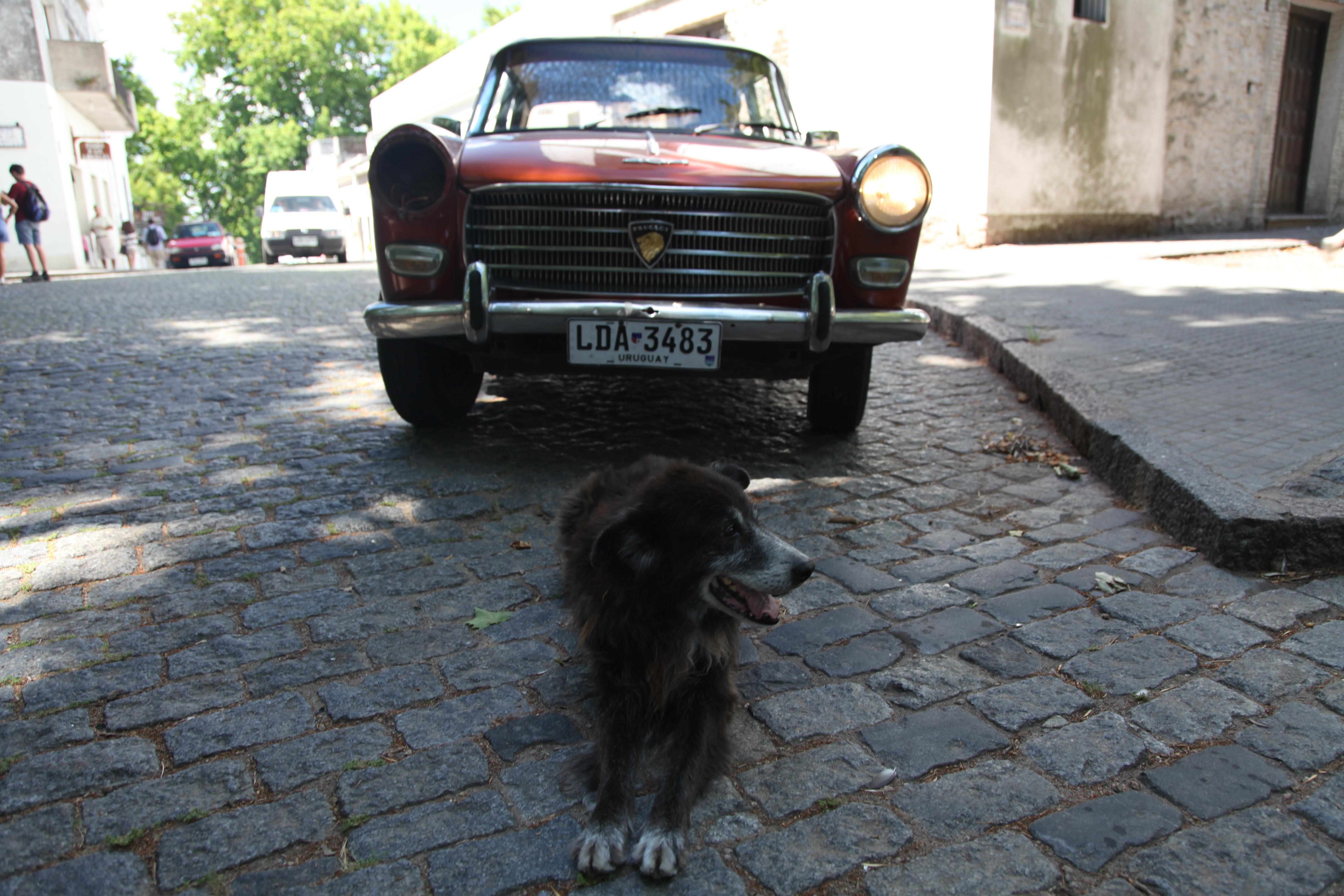
Logo utilizzato dal 1960 al 1968
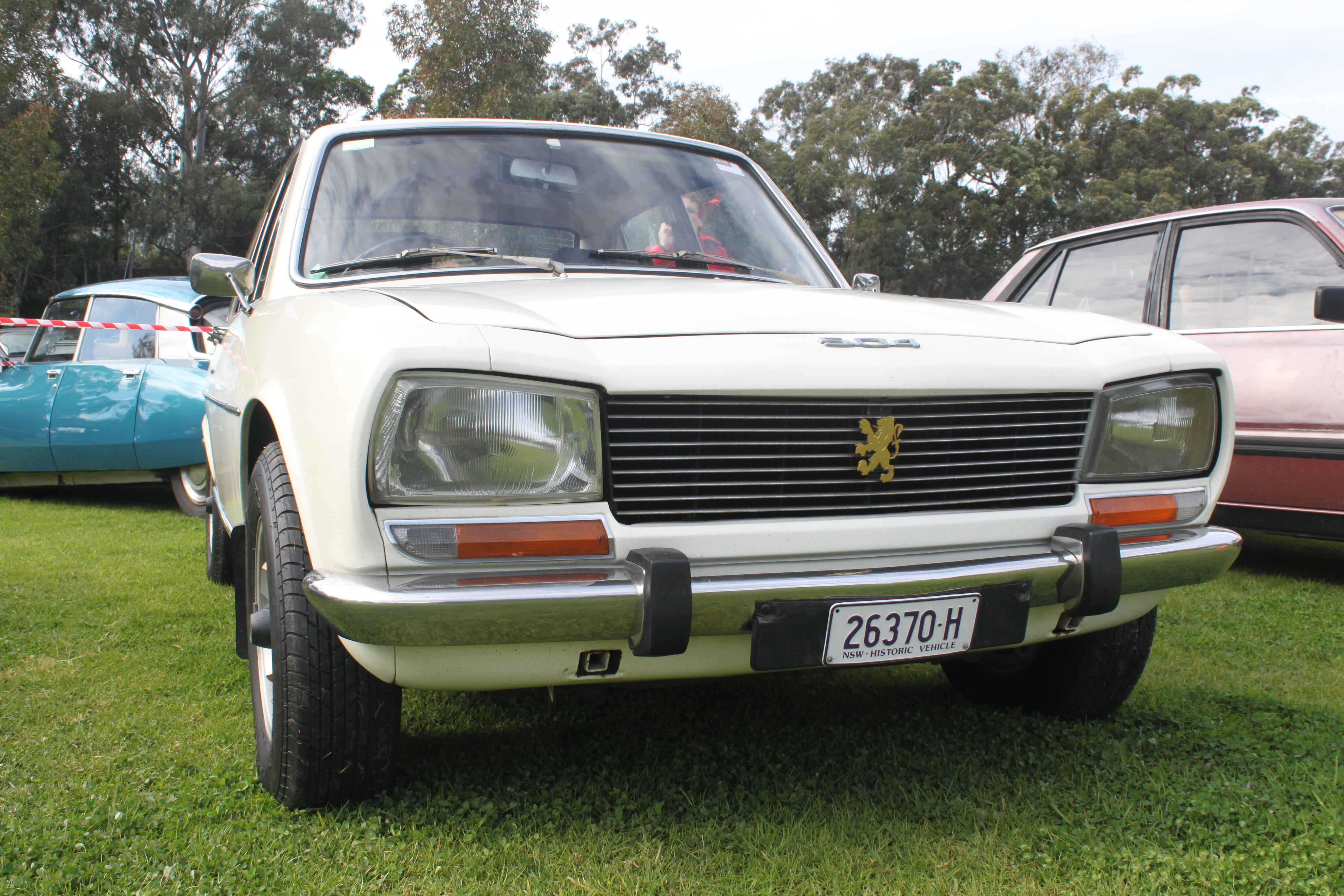
Logo utilizzato negli anni settanta
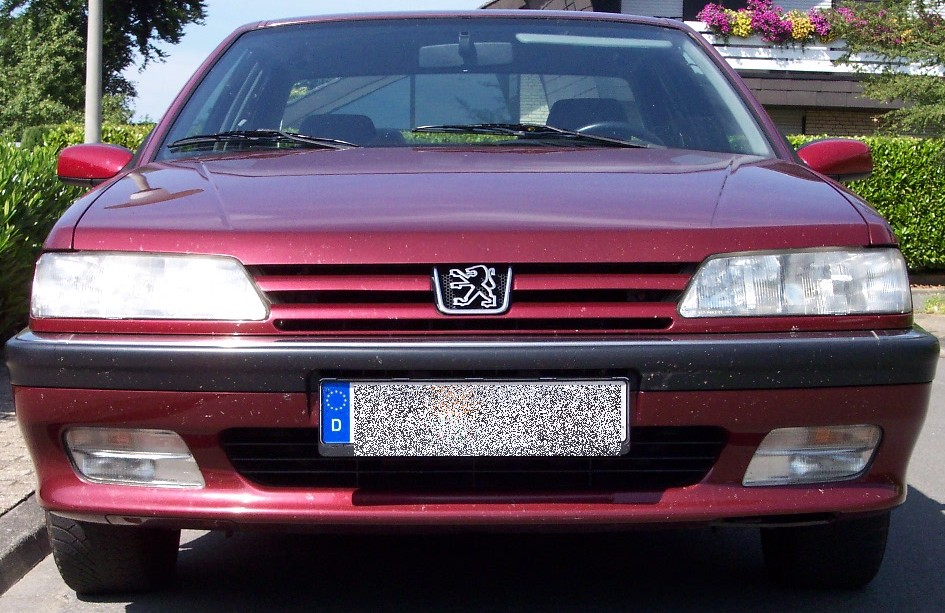
Logo utilizzato dagli anni ottanta fino al 1998
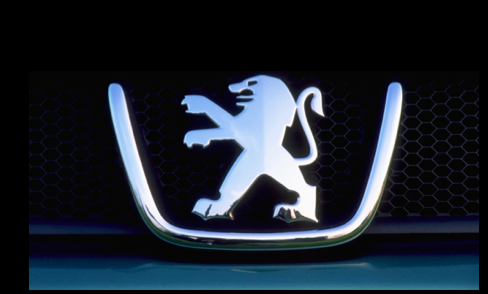
Logo utilizzato dal 1998 al 2010
Logo utilizzato dal 2010 al 2021
Logo in uso dal 25 febbraio 2021

## Denominazioni dei modelli

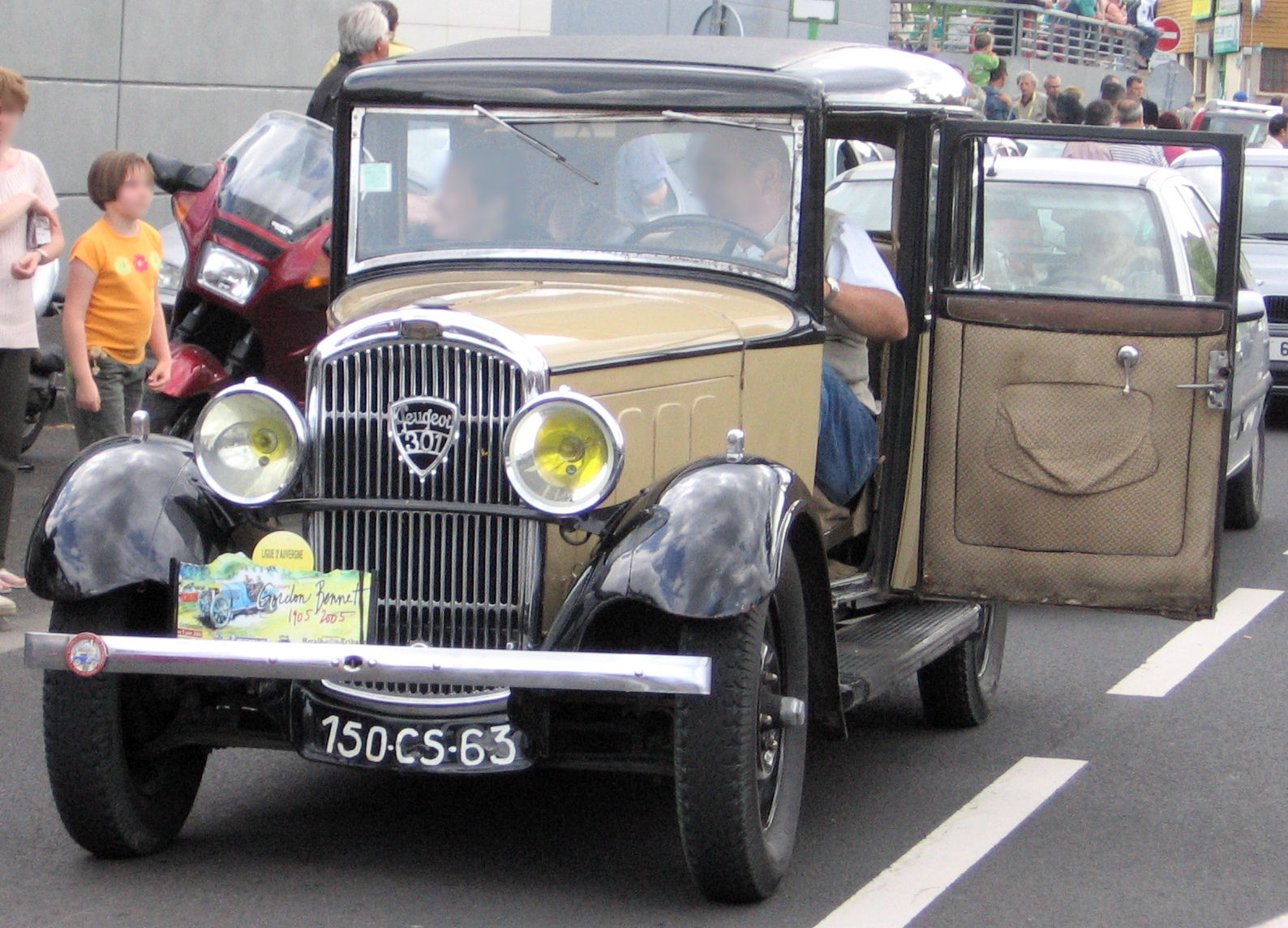
La Peugeot 301

La Peugeot ha depositato come marchio nel dominio automobilistico le designazioni x0y per i suoi modelli. È per questo che la Porsche 901 viene commercializzata col nome di Porsche 911 su domanda di Peugeot. La denominazione del Boeing 707, invece, non è minacciata: da un lato perché non si tratta una vettura, dall'altro perché Boeing ha depositato la designazione 7x7 per i nomi dei propri aerei (Intel a suo tempo non è stata autorizzata a depositare 80386, 486, 586 e 686 proprio per questo motivo).
Storicamente, la prima delle tre cifre è legata alla posizione del modello nella gamma, l'ultima alla sua generazione, mentre lo zero (o gli zero) centrale serve da collegamento. Alcuni modelli, sebbene non all'inizio, nascondevano con lo zero centrale il buco per la manovella d'accensione motore: i primi modelli a zero centrale (301, 401, 601) non nascondevano la fessura in questo modo, ma l'astuzia venne adottata in seguito, come nella 302 e nella 402. Più di recente, allo zero centrale corrisponde il pulsante di apertura del bagagliaio (307 CC, 407 e 607).
Dal punto di vista del marketing, questo criterio di denominazione semplicemente fa risparmiare a Peugeot in pubblicità: quando una macchina si chiama 204, si sa subito che rimpiazza la 203 (anche se esistono diverse eccezioni) e si situa in una gamma più vicina alla 104 che alla 404.
La moltitudine di modelli realizzati a partire dai primi anni del XXI secolo ha portato Peugeot a introdurre un doppio zero su alcuni modelli recenti invece dell'unico zero centrale, in modo da aumentare il numero di designazioni disponibili conservando un'aria familiare nella designazione della gamma. Come già spiegato, questo doppio zero serve a designare i modelli «speciali», che coabitano coi modelli che presentano un solo zero (ad esempio 107 e 1007 oppure 308 e 3008).
Dal 2013, la casa automobilistica francese ha introdotto un nuovo criterio di denominazione dei modelli Peugeot: vengono mantenute le sigle di tre o quattro cifre con uno o due zeri centrali, ma d'ora in poi vengono utilizzati solo i numeri 1 e 8 come cifre finali. Le sigle terminanti con 1 sono destinate ai modelli previsti per i mercati in via di sviluppo (per esempio la nuova 301 del XXI secolo), mentre le sigle terminanti per 8 sono riservate ai modelli commercializzati o previsti per i mercati già affermati. Non vi sono stati più, quindi, passaggi a nuove denominazioni, fatto che nel 2012 aveva suscitato discussioni e illazioni quando una vettura come la 308 avrebbe dovuto di lì a poco lasciare il testimone alla sua erede che, per logica, avrebbe potuto chiamarsi 309, modello già prodotto quasi trent'anni prima, oppure 301, facendo nascere dubbi in merito e ipotesi per le quali la Casa francese avrebbe ricominciato da capo con le sigle come circa ottant'anni prima. Tutte queste ipotesi furono quindi smentite con la decisione del Gruppo PSA di ricorrere al nuovo criterio descritto poc'anzi; uniche eccezioni a tale nuova regola sono alcuni modelli di nicchia (ad esempio la coupé RCZ o i veicoli commerciali della Casa).
Serie 100
- 104 (1972-1988)

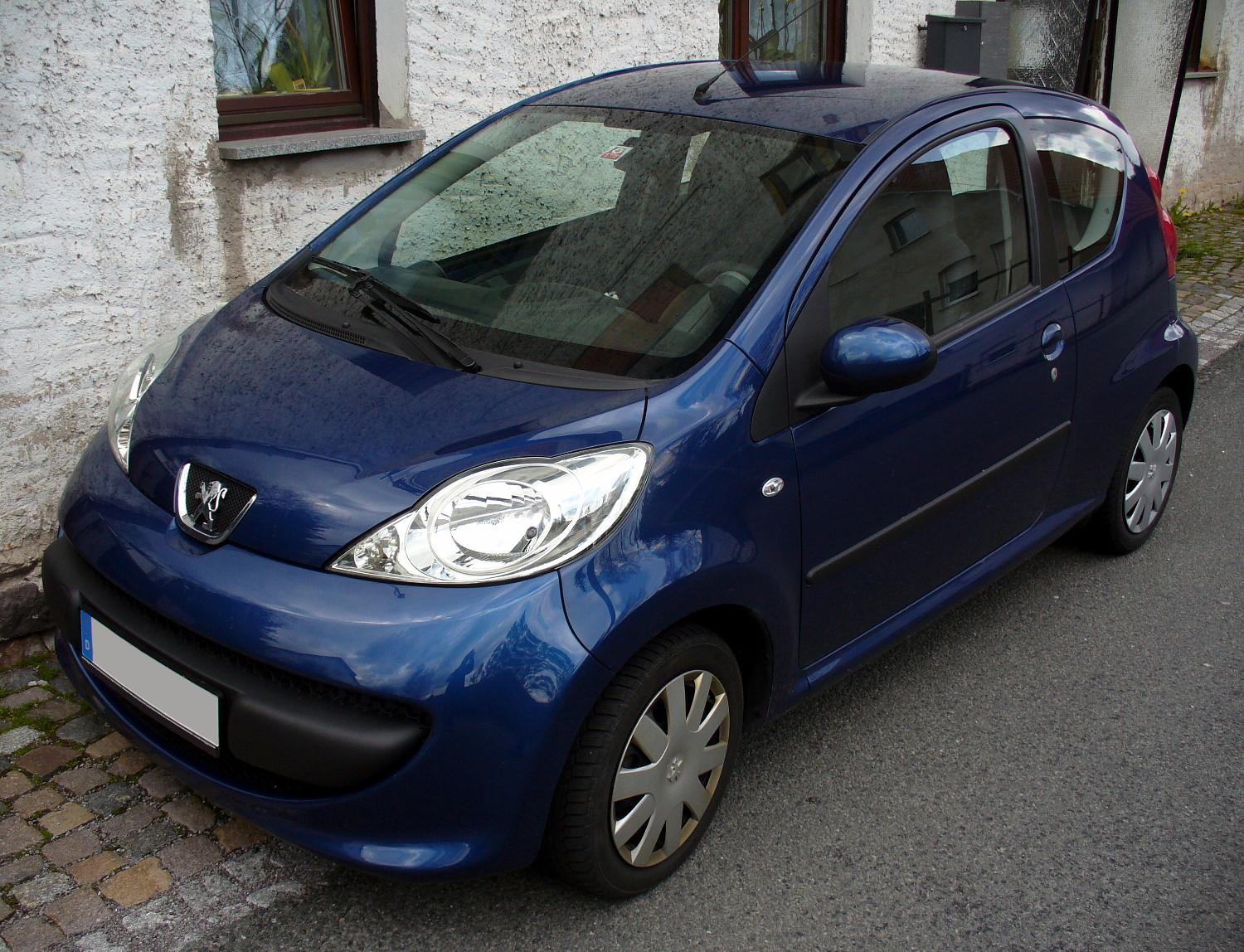
Peugeot 107

- 104 ZS2 (1979), serie limitata, 1000 esemplari
- 106 (1991-2004)
- 107 (2005-2014)
- 108 (2014-2021)

Serie 200
- 201 (1929)
- 202 (1938)
- 203 (1948)
- 204 (1965-1976)
- 205 (1983), sostituisce la 104
- 206 (1998)
  - 206 GT (1999), serie limitata
  - 206 SW break
  - 206 CC (2000), coupé cabriolet

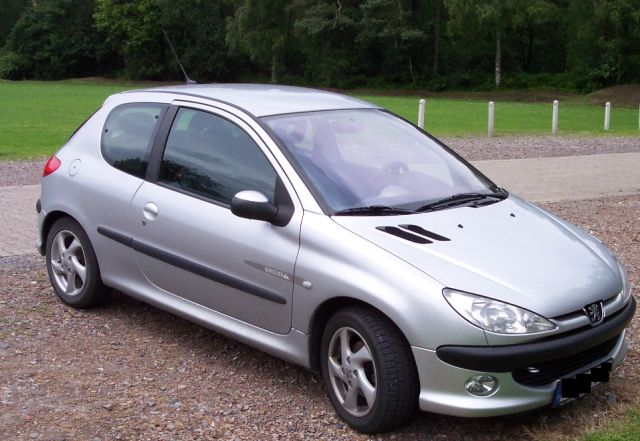
Peugeot 206

  - 206 RC (2003), versione sportiva della gamma destinata a concorrere con la Renault Clio RS.
  - 206 Sedan (2006), versione 4 porte (in alcuni Paesi)
  - 206 Plus (2009)

- 207 (2006)

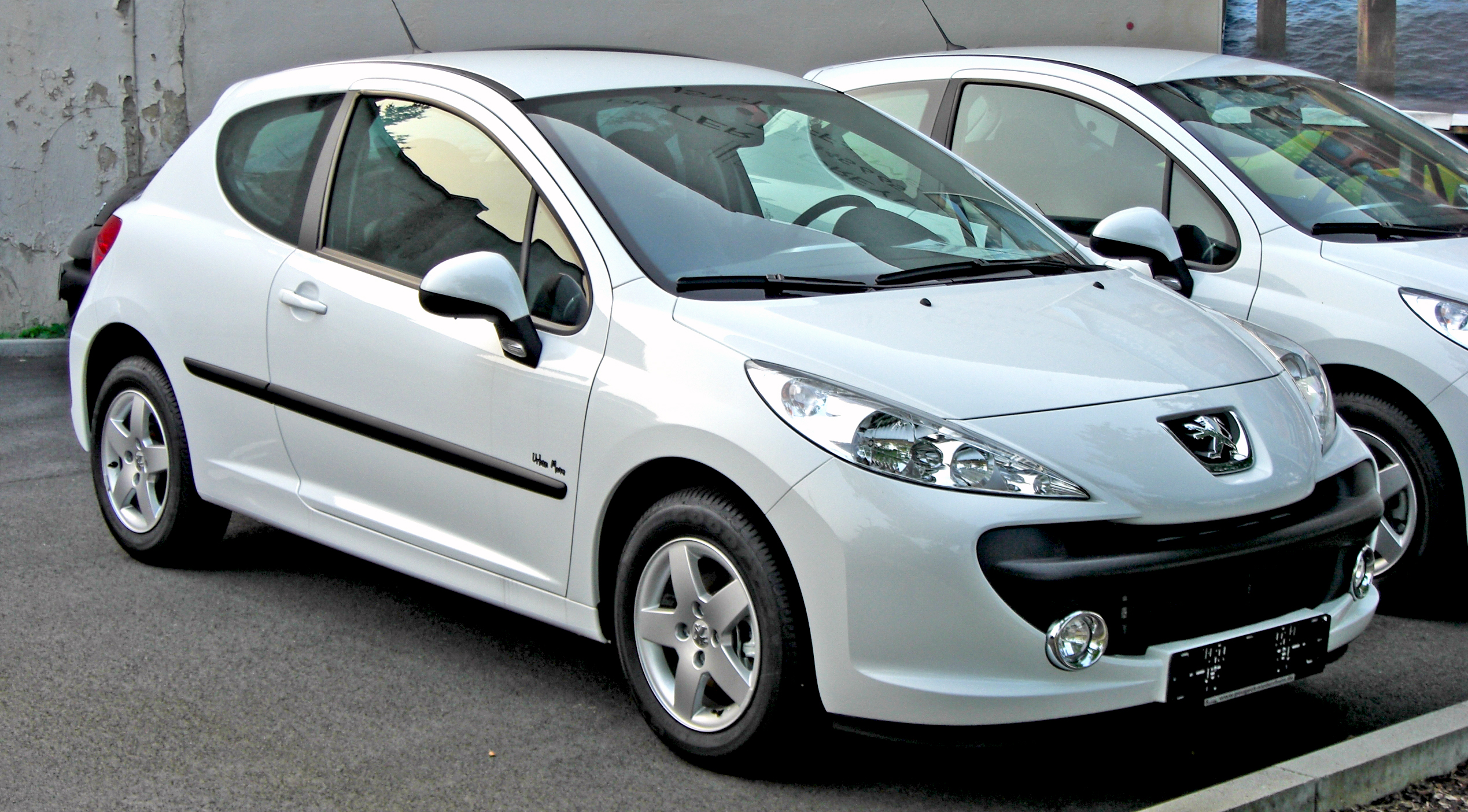
Peugeot 207

  - 207 THP (2007), versione sport della berlina
  - 207 GTi (2007), versione sportiva
  - 207 CC (2007), coupé cabriolet
  - 207 SW (2007), station wagon
- 208 (2012)
  - 208 GTi (2013)
  - 208 GTi 30th (2014)
  - 208 GT Line (2016)
- 208 2ª serie (2019)

Serie 300
- 301 (1932)
- 301 (2012)
- 302 (1936)
- 304 (1969)
- 305 (1977)

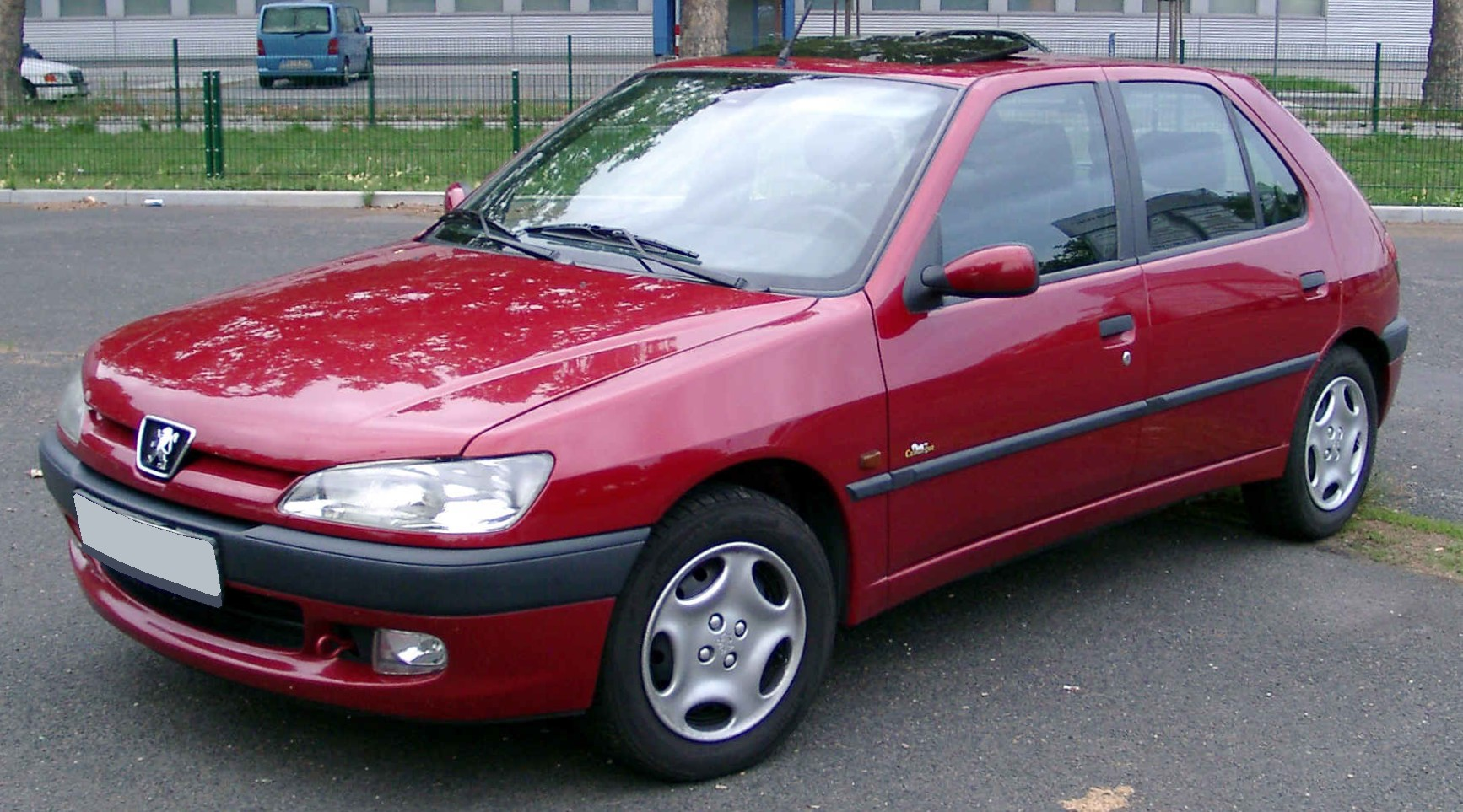
Peugeot 306

- 309 (1985), sostituisce la Talbot Horizon
- 306 (1993), sostituisce la 309 e la 305
- 307 (2001)
  - 307 SW, station wagon
  - 307 SEDAN, versione a quattro porte e tre volumi, lanciata in Cina nel 2004
  - 307 CC, coupé-cabriolet
  - Peugeot 307 WRC, versione World Rally Car
- 308 (2007)
  - 308 SW (2008), station wagon
  - 308 CC (2009), coupé-cabriolet

- 308 2ª serie (2013)
  - 308 2ª serie SW (2013)
  - 308 2ª serie GT (2014)
  - 308 2ª serie GT SW (2014)
  - 308 2ª serie GTi (2016)
- 308 3ª serie (2021)

Serie 400
- 401 (1934)
- 402 (1935)

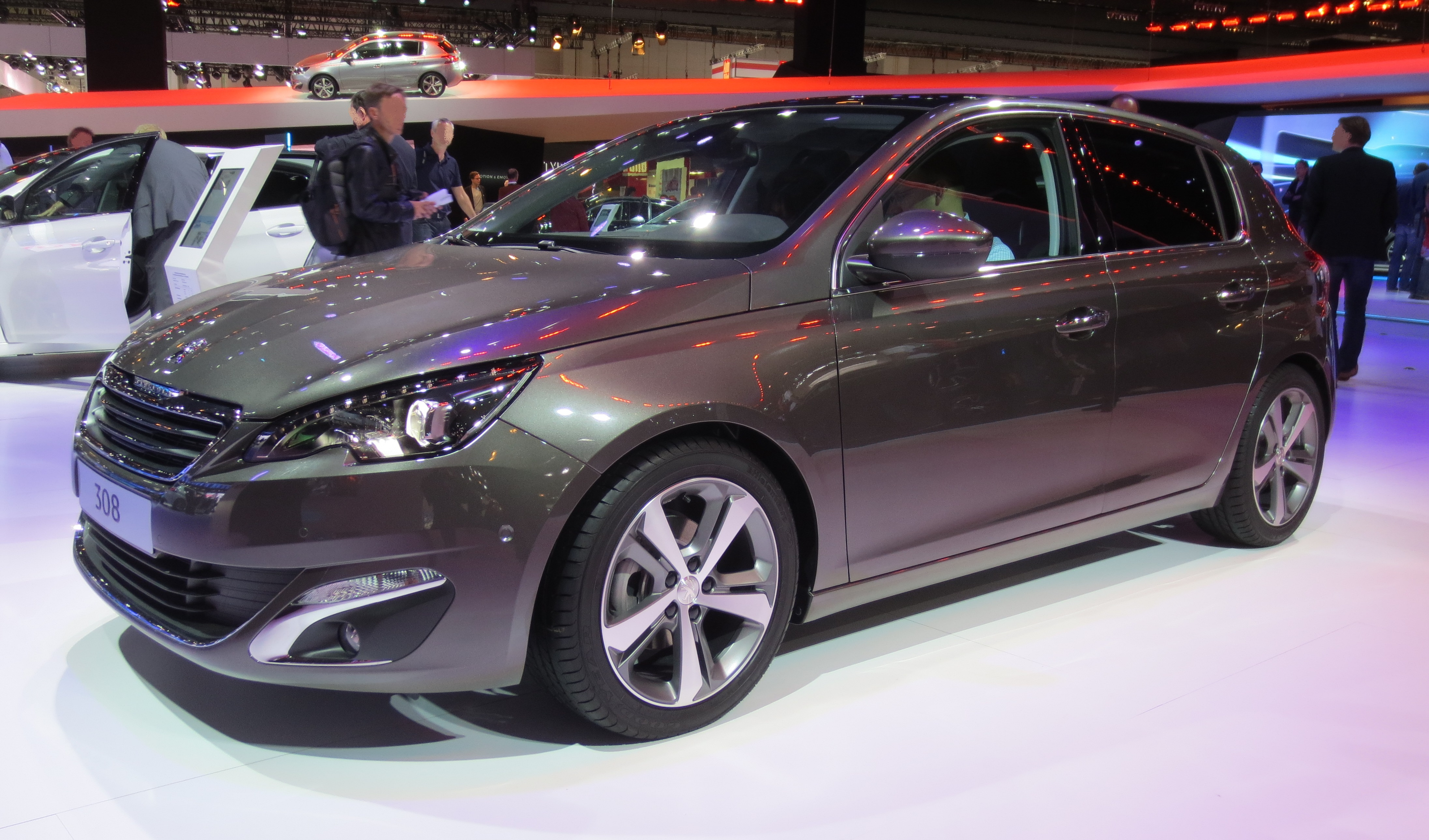
Peugeot 308 (2013)

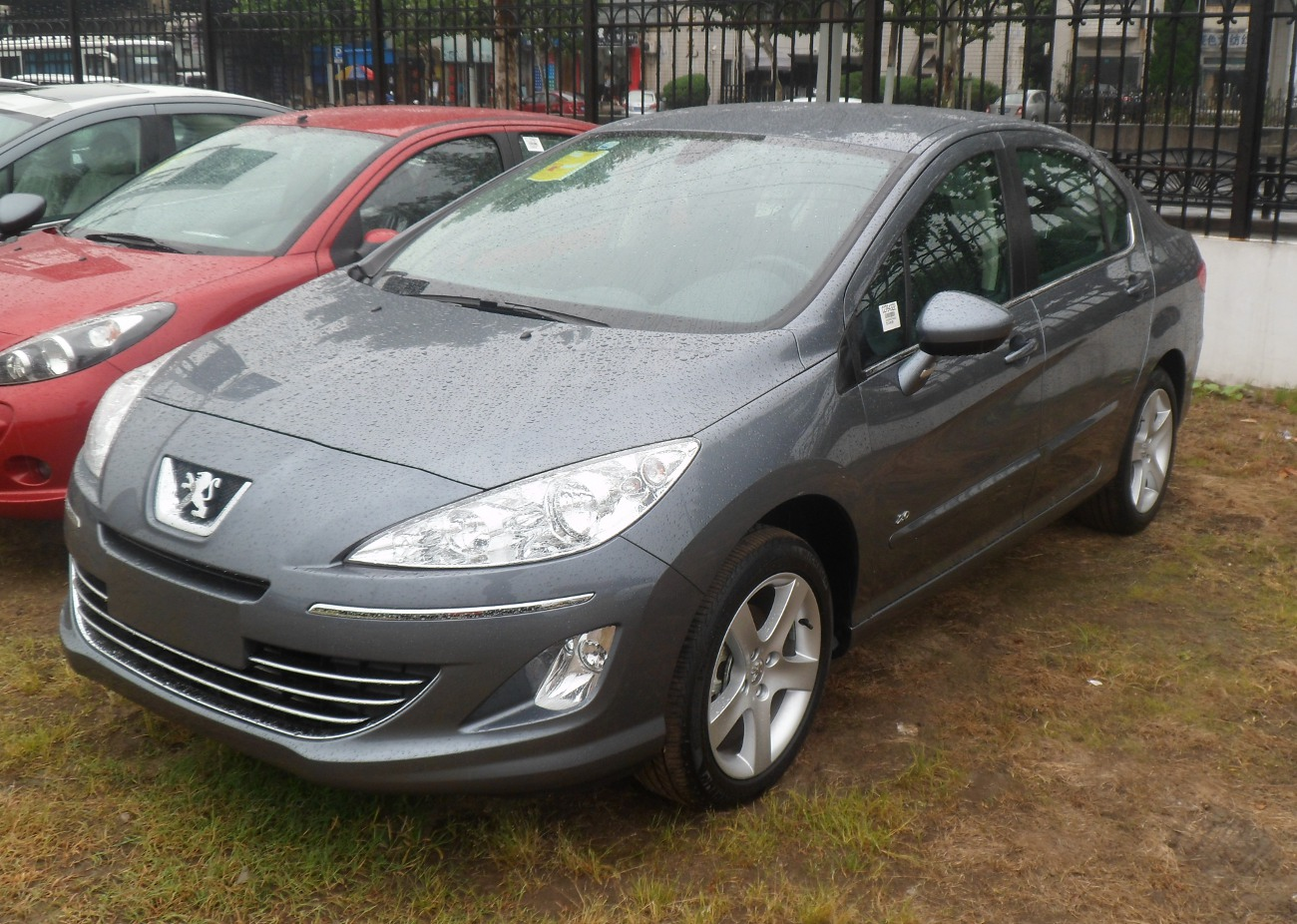
Peugeot 408

- 403 (uscita nel 1955), (la vettura del Tenente Colombo nella sua versione cabriolet)
- 404 (1960-1975),
- 405 (1987), rimpiazzo della 404 e della 305
- 406 (1995),
  - 406 coupé (1996)
- 407 elixir, prototipo presentata al salone di Francoforte nel 2003
- 407 (2004),
  - 407 SW (2004), break
  - 407 Coupé (2005), coupé
- 408 (2012)
- 408 2ª serie (2024)

Serie 500
- 504 (1968)
- 505 (1979)
- 508 (2011)
- 508 2ª serie (2018)

Serie 600
- 601 (1934-1935)
- 604 (1975)
- 605 (1989)
- 607 (1999-2010)

Serie 800
- 806 (1994-2002)
- 807 (2002)

Serie 900

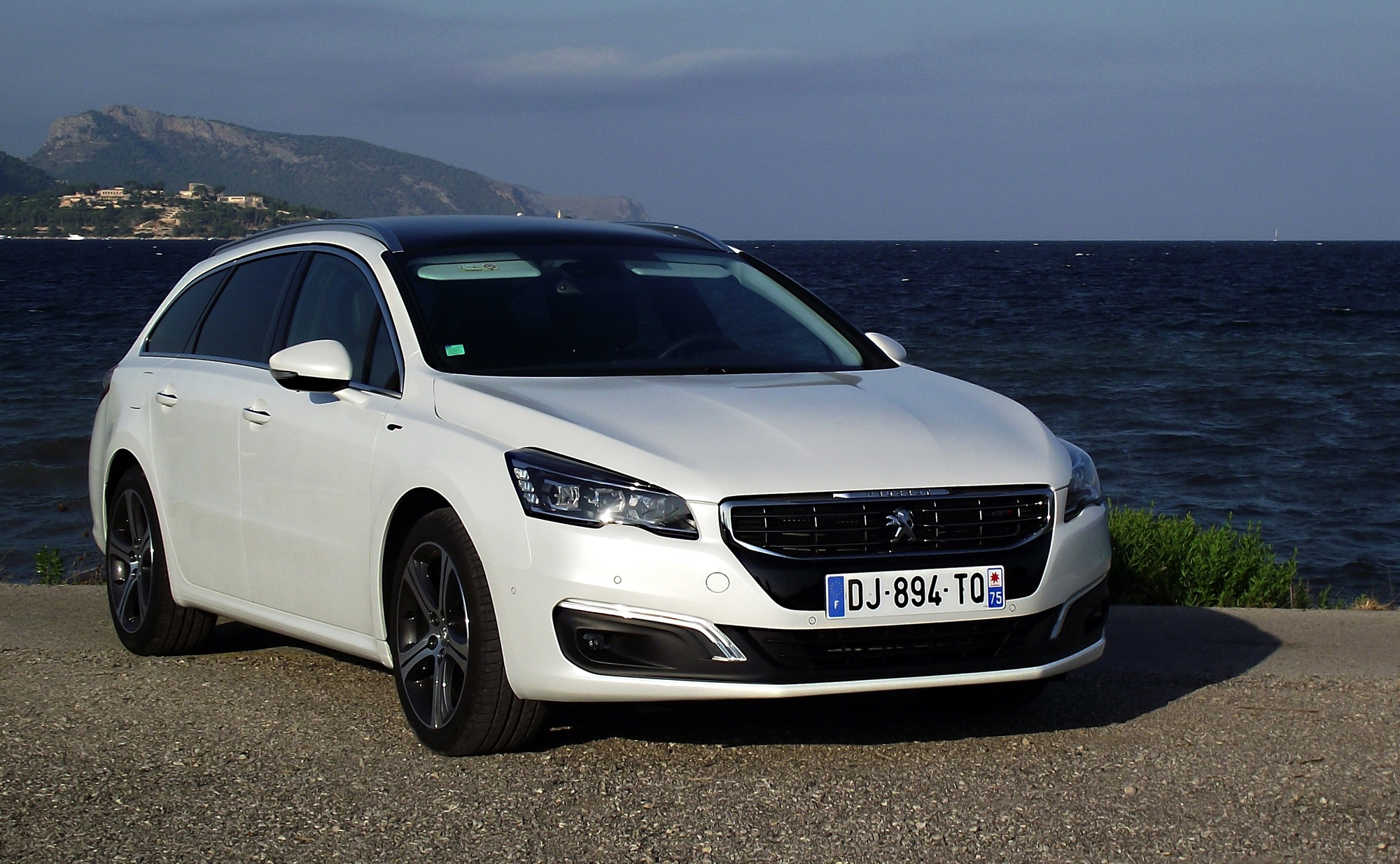
Peugeot 508 SW

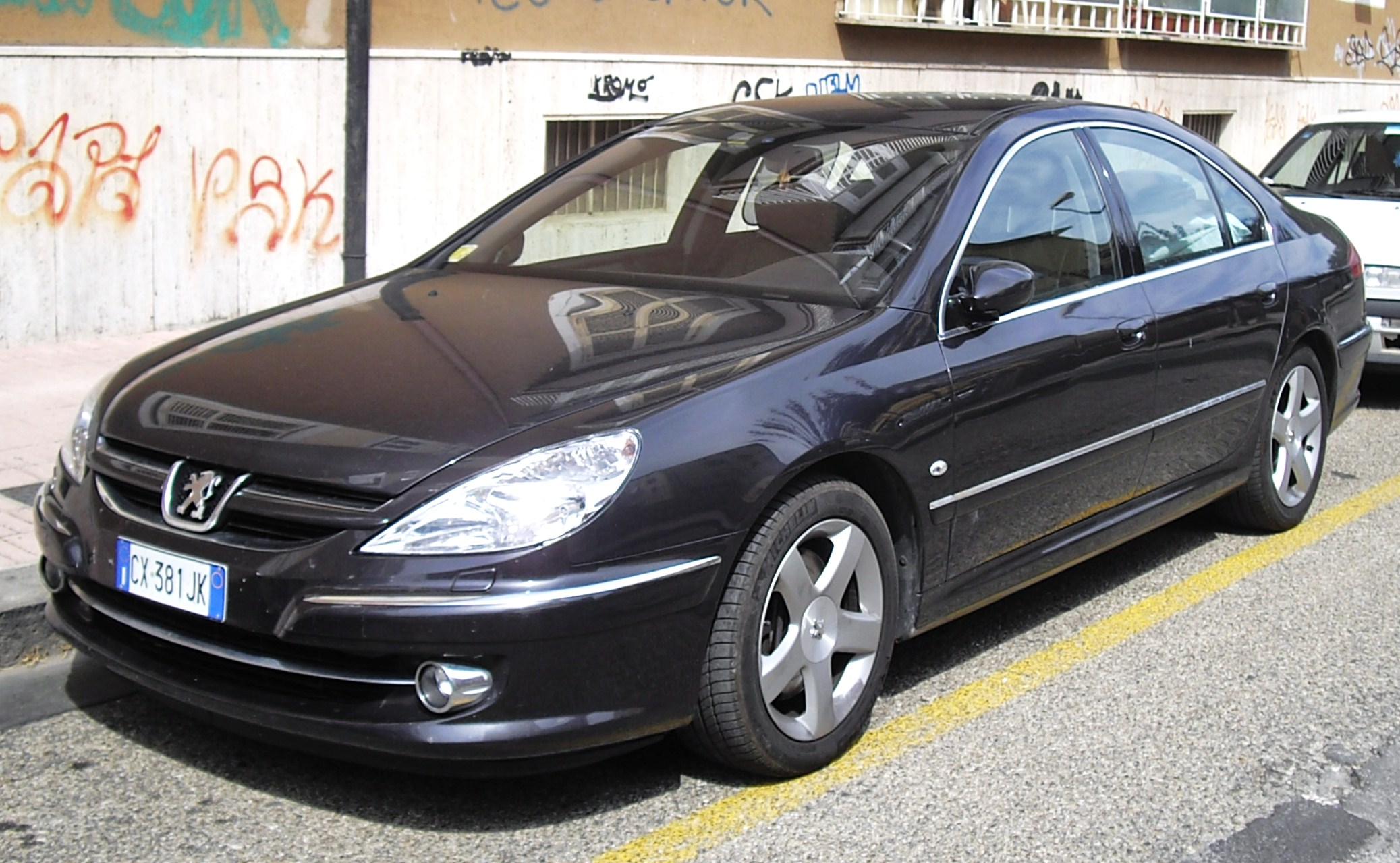
Peugeot 607

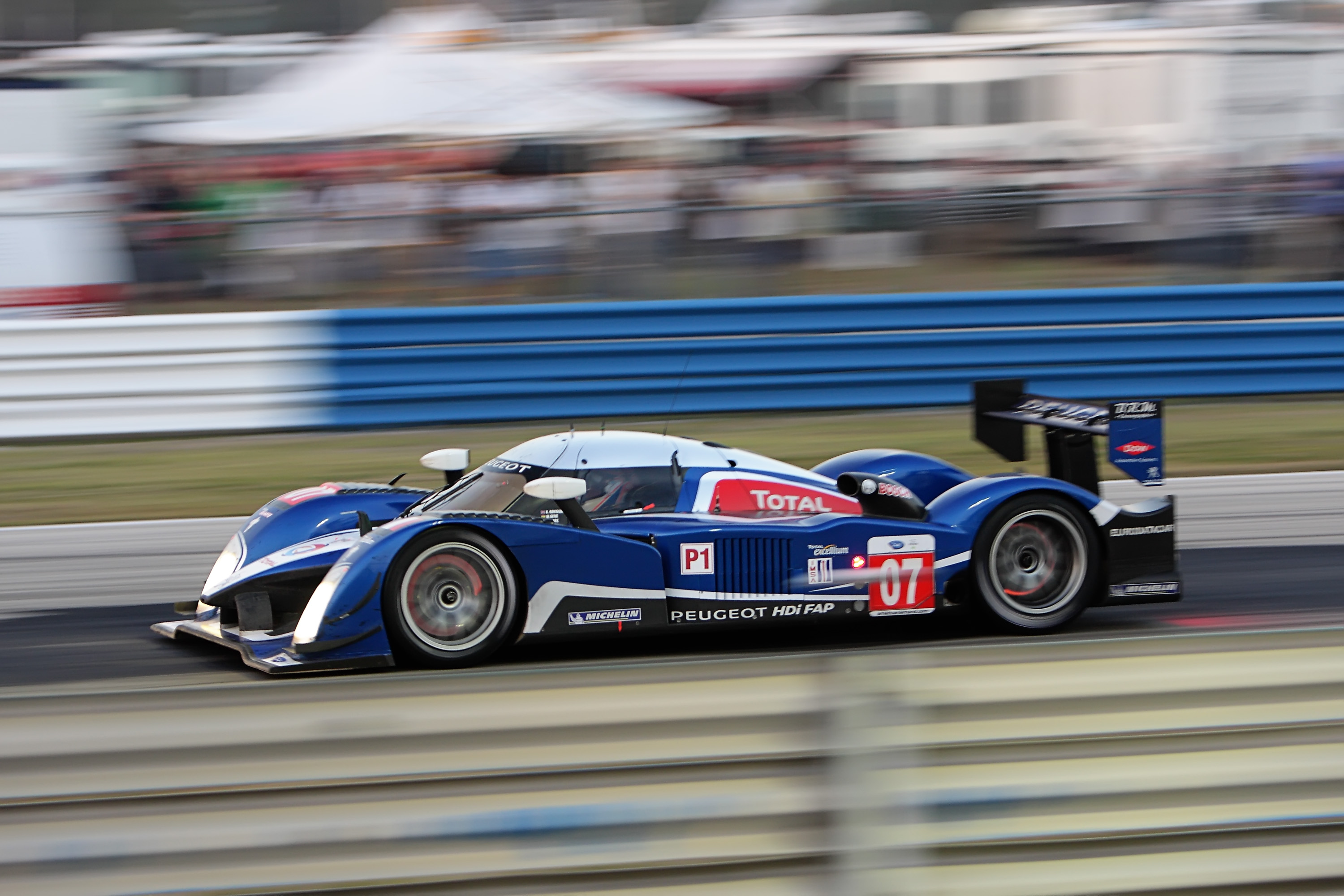
Peugeot 908 Le Mans

- 905 vettura per corse di durata che ha vinto nel 1992 e nel 1993 le 24 ore di Le Mans.
- 907 prototipo di super car.
- 908 RC altro prototipo di super car, con il motore V12 diesel che correrà a Le Mans.
- 908 vettura per corse di durata presentata nel 2007.

Serie 1000
- 1007 (2005)

Serie 2000
- 2008 (2013)

Serie 3000
- 3008, crossover (2009)
- 3008 2ª serie, SUV (2016)
  - 3008 2ª serie GT Line
  - 3008 2ª serie GT
- Peugeot 3008 3ª serie, SUV (2024)

Serie 4000

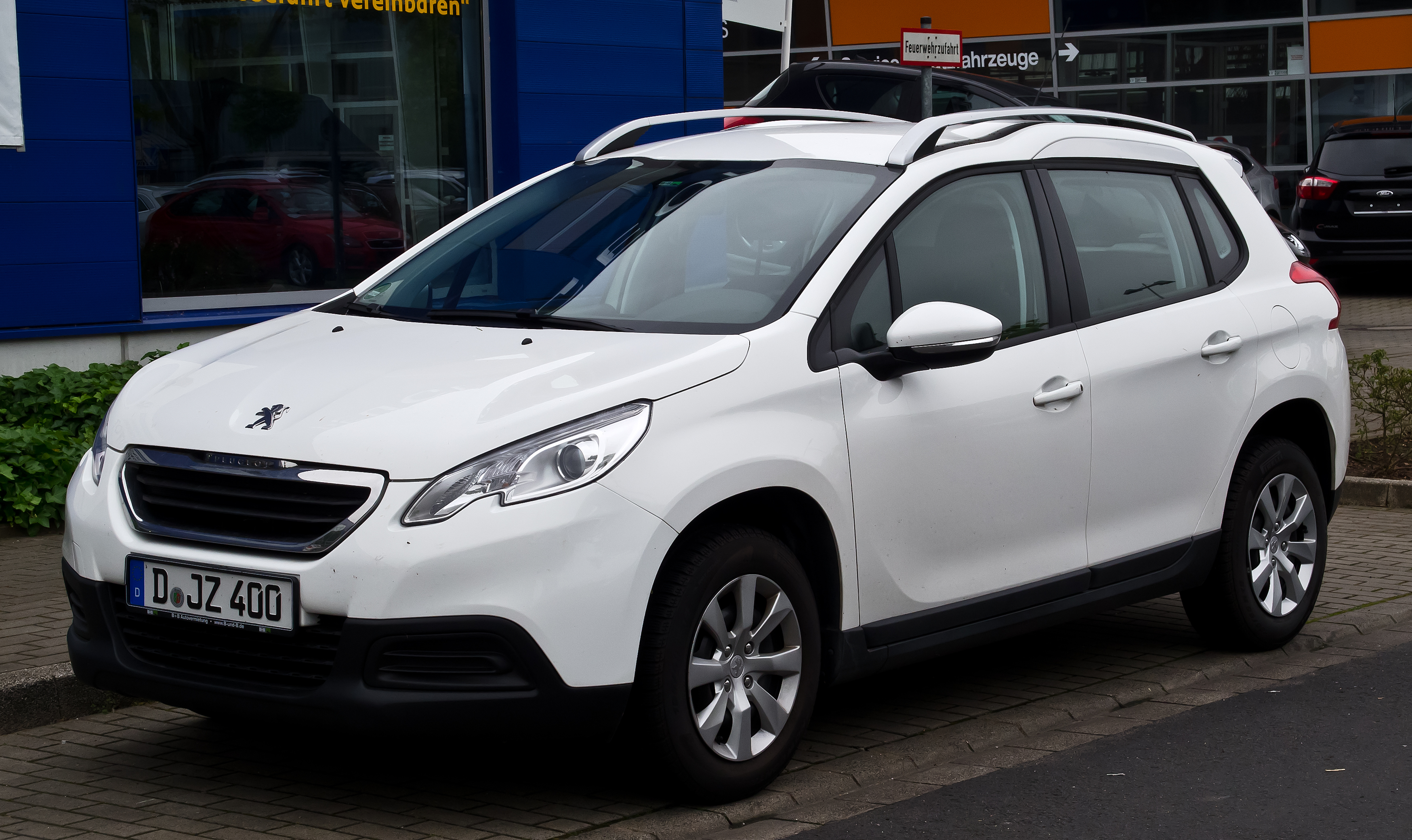
Peugeot 2008

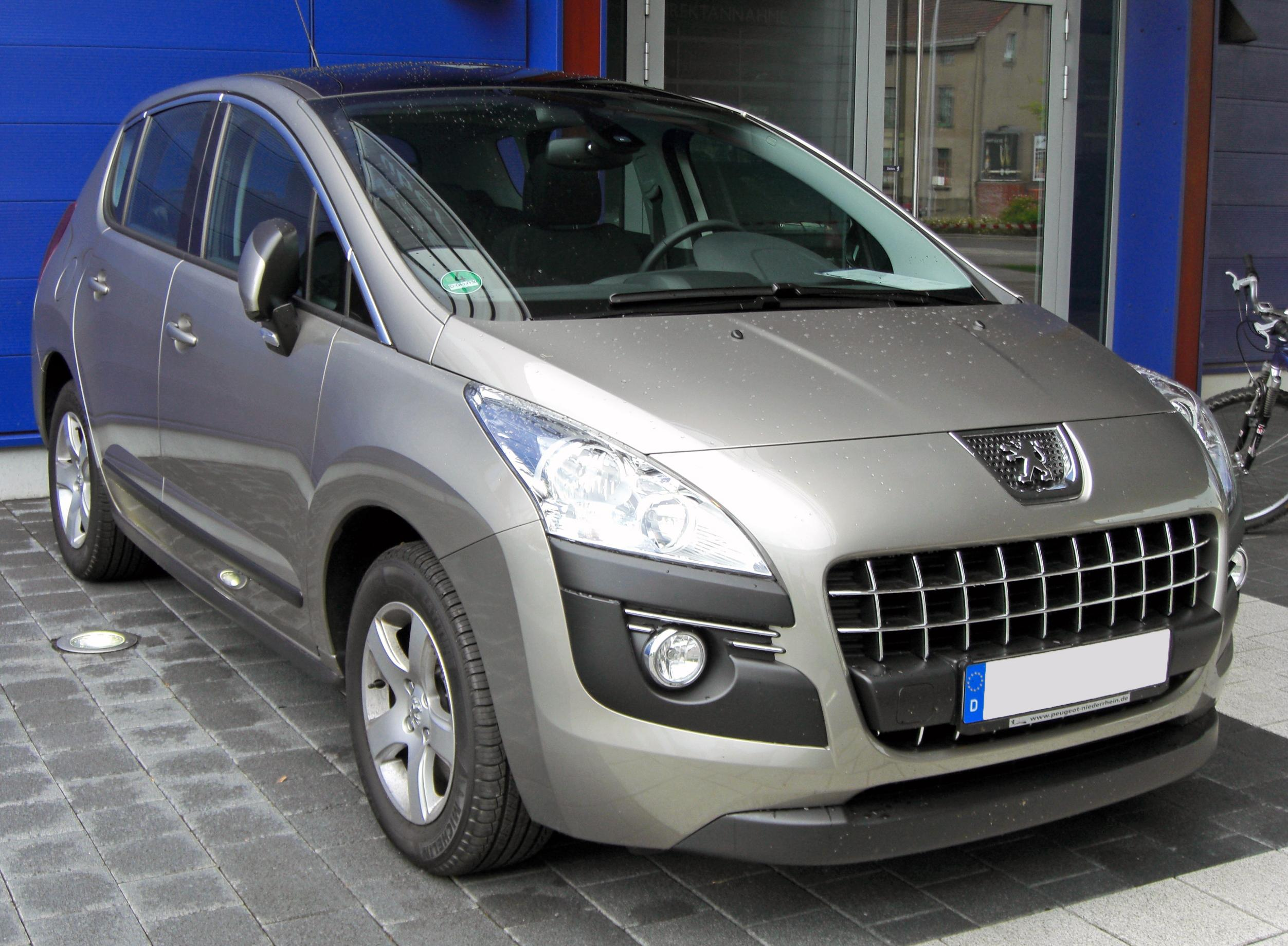
Peugeot 3008 (1ª serie)

- 4007 (2007) Versione Peugeot della Citroën C-Crosser costruita sul pianale Mitsubishi Outlander seconda serie
- 4008 (2012)

Serie 5000
- 5008, monovolume media (2009)
- 5008 2ª serie, SUV (2017)
- 5008 3ª serie, SUV (2024)

Altri modelli
- Peugeot RCZ (dal 2010), coupé sportiva
- Peugeot RCZ R (2013)

## Prototipi
- Peugeot Fractal
- Peugeot Onyx
- Peugeot Exalt
- Peugeot Vision GT
- Peugeot 308 R
- Peugeot 308 R HYbrid
- Peugeot EX1
- Peugeot SR1
- Peugeot VELV
- Peugeot SXC
- Peugeot HR1
- Peugeot RC HYbrid 4

## Veicoli commerciali

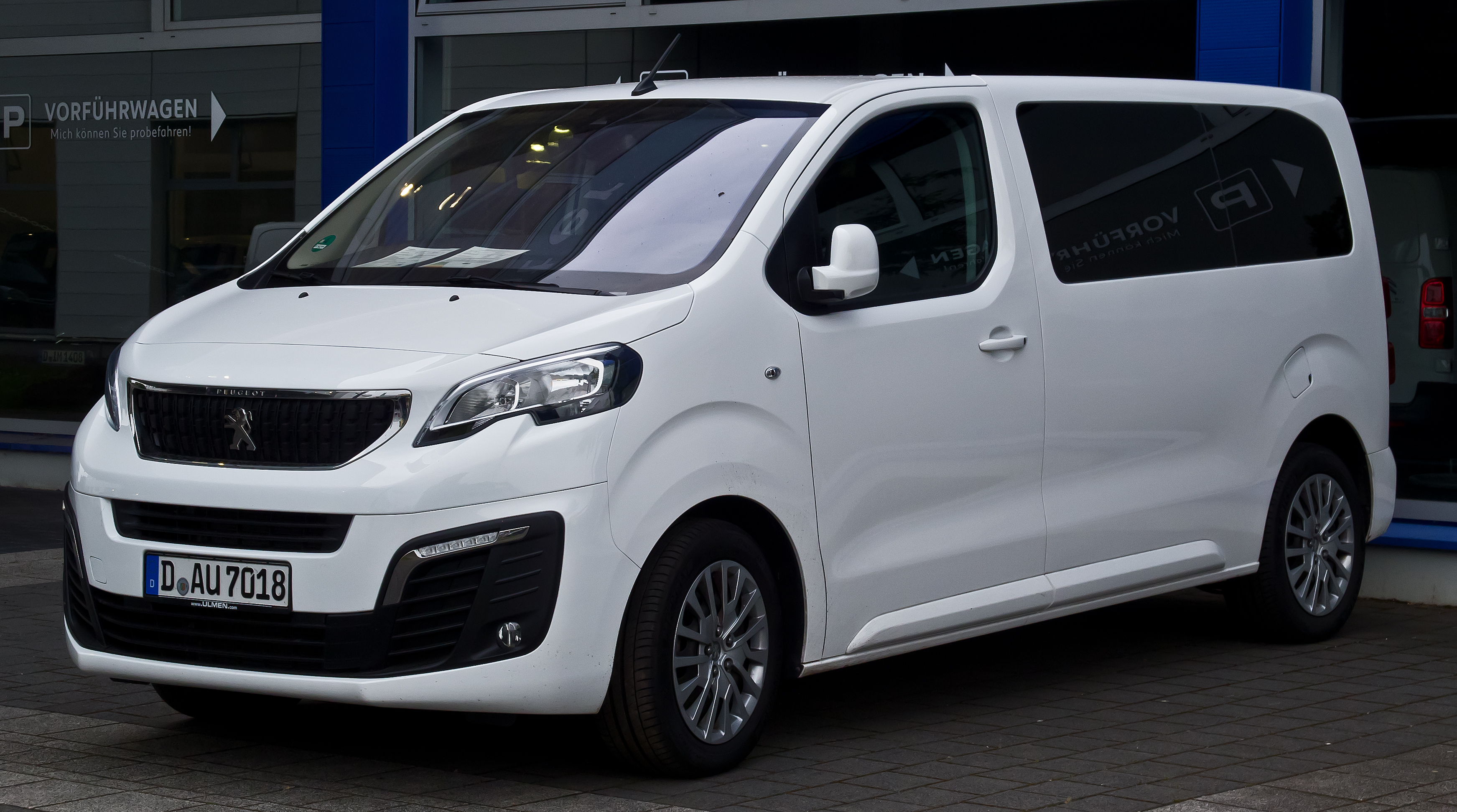
Peugeot Traveller

- Traveller (2017), monovolume sette posti
- Peugeot Food Truck (2015)
- Expert (2007), veicolo commerciale
- Expert Tepee (2007), monovolume a sette posti
- Boxer (2007), veicolo commerciale
- Bipper (2007), furgone simile al Fiat Fiorino (2007)
- Bipper Tepee (2007)
- Bipper Outdoor (2007)
- Ranch (1996), veicolo commerciale simile al Citroën Berlingo.

## Veicoli militari
- P4 4x4 militare

## Veicoli a due ruote

### Scooter
- Peugeot 103
- Peugeot Jet Force
- Peugeot Ludix
- Peugeot Elyseo
- Peugeot Elystar
- Peugeot Geopolis
- Peugeot Buxy
- Peugeot Speedake
- Peugeot Zenith
- Peugeot Looxor
- Peugeot Satelis
- Peugeot Metal-X
- Peugeot SV
- Peugeot TKR2
- Peugeot Vivacity
- Peugeot Speedfight
- Peugeot Squab
- Peugeot V Clic
- Peugeot Rapido
- Peugeot Metropolis
- Peugeot Tweet
- Peugeot Tweet RS

### Motociclette
- Peugeot XR6
- Peugeot XP6
- Peugeot XPS
- Peugeot XR7
- Peugeot NK7

## Competizioni sportive

### Campionato del mondo di rally
Dal 1931, Peugeot partecipa al rally di Montecarlo.
Peugeot ha dominato il campionato rally Gruppo B con la 205 Turbo 16, che ha vinto il trofeo mondiale costruttori e piloti nel 1985 (Timo Salonen) e nel 1986 (Juha Kankkunen). La marca si ritira con la soppressione della categoria Gruppo B.
Peugeot è tornata nel rally nel campionato WRC, alla fine del 1999. Vinse in questo modo 3 volte il campionato costruttori (2000, 2001 e 2002) e due volte il campionato piloti (2000 e 2002) con Marcus Grönholm. Nel 2004, la 206 WRC cede il posto alla 307 WRC che però non riesce a fare altrettanto bene. Alla fine del 2004, Peugeot annuncia il ritiro dalla competizione, che si espleterà a fine 2005.
Attualmente corre nell'IRC e nel CIR con la 207 S2000 e nel 2013 sostituita dalla 208 T16 R5.

### Rally raid e Parigi-Dakar
Peugeot partecipa da molto al rally-raid, e molti modelli vi hanno trionfato, come la 404 e la 504.
Nel 1987, quando fu soppressa la competizione sul Gruppo B, toccò alla 205 scrivere la storia di Peugeot in Africa. Peugeot vinse la Parigi-Dakar quattro volte: nel 1987 arrivò prima la 205 T16 Grand-Raid di Ari Vatanen e Bernard Giroux; nel 1988, vinse quella di Juha Kankkunen e Juha Piironen; nel 1989 vinse la 405 T16 di Ari Vatanen e Bruno Berglund; nel 1990 Vatanen triplicò il successo, con la seconda volta per Bernard Giroux.
Nel 1988 la Peugeot ottiene la vittoria della Pikes Peak International Hillclimb, a vincere è la 405 T16 pilotata da Ari Vatanen.
Nel 2014 viene costruito il 2008 DKR per la Dakar 2015 guidato dai piloti francesi Cyril Despres e Stéphane Peterhansel e lo spagnolo Carlos Sainz.

### Endurance
È dal 1938 che il leone Peugeot calca la 24 ore di Le Mans: nella fattispecie, incominciò con una Peugeot 402.
Negli anni ottanta fornisce il suo motore V6 turbo alla WM, piccolo costruttore divenuto famoso per il record di velocità di 405 km/h sul rettilineo delle Hunaudières a Le Mans.
Nel 1990 Peugeot scende in pista in prima persona con la 905, prototipo di nuova concezione spinto da un motore V10 del tutto simile ai contemporanei motori di Formula 1.
Nell'ambito del Campionato mondiale sportprototipi, dopo alcune presenze saltuarie verso la conclusione del campionato 1990, disputa la sua prima stagione completa l'anno seguente, piazzandosi al secondo posto in classifica costruttori preceduta dalla Jaguar. Nel 1992 domina il campionato e diventa campione conquistando l'ultimo titolo mondiale sport assegnato dalla FIA.
Per quanto riguarda la classica 24 Ore di Le Mans, dopo un primo approccio nel 1990 non andato a buon fine, Peugeot ha conosciuto il suo momento di gloria in questa competizione nel 1992 e nel 1993.
Nel 1992, delle tre Peugeot 905 in gara, la nº 1 (Yannick Dalmas/Mark Blundell/Derek Warwick) vinse la corsa e la nº 2 finì al terzo posto.
Nel 1993, riconferma il successo, la 905 nº 3 vince pilotata da Éric Hélary, Geoff Brabham e Christophe Bouchut, mentre le due vetture gemelle arrivano seconda e terza per un podio tutto Peugeot.
Da allora Peugeot partecipa non in modo ufficiale, limitandosi a fornire ad alcuni costruttori quali Courage Compétition, Pescarolo Sport e WR i suoi motori V6 biturbo e 4 cilindri turbo, ma nel 2005 ha annunciato un ritorno in prima persona con una nuova sfida tecnologica: correre e vincere la 24 ore con la 908 dotata di motore Diesel HDi FAP.
Nel 2007 con la 908, disputa il campionato Le Mans Series, vincendo tutte le prove e conquistando il titolo costruttori e piloti. Alla 24 Ore di Le Mans, vengono schierate 2 vetture, tuttavia, soltanto una delle due 908 HDi partecipanti alla corsa (quella dell'equipaggio formato da Lamy, Sarrazin e Bourdais) è riuscita a completarla, conquistando comunque un onorevole secondo posto assoluto.
Nel 2008 domina il campionato LMS, ma viene beffata all'ultima prova, costretta a un doppio ritiro perde in campionato a vantaggio dell'Audi. A Le Mans viene battuta dalla Audi R10, ottenendo comunque un secondo e terzo posto sui gradini del podio.
Nel 2009 arriva il successo alla 24 Ore di Le Mans, con la 908 HDi guidata da Marc Gené, Alexander Wurz e David Brabham. La vettura domina le qualifiche ed è in testa alla gara per tutte le 24 ore, senza avere nessuno dei problemi di affidabilità degli anni precedenti, inconvenienti accaduti invece alla rivale storica Audi.
Il 13 novembre 2019, Peugeot annuncia il suo ritorno nel Campionato del Mondo Endurance e nella 24 Ore di Le Mans per il 2022 nella nuova categoria Le Mans Hypercar. Il 6 luglio 2021 viene presentata ufficialmente la Peugeot 9X8 a Monza, l'auto con cui il marchio Peugeot cercherà di riconquistare il mondiale e la 24 Ore di Le Mans. L'origine del nome "9X8" Peugeot spiega così il nome: il 9 corrisponde ai modelli da competizione estremi del marchio, l'X rappresenta la tecnologia della trazione integrale e ibrida e l'8 corrisponde ai modelli contemporanei del marchio. Inoltre, se moltiplichi 9 per 8, ottieni 72, il numero del dipartimento della Sarthe (dipartimento dove è nato il marchio).

### Altre competizioni
Dal 1894 Peugeot ha preso parte con un quadriciclo a motore alla Parigi-Rouen. Nel 1912, il costruttore vinse il Grand Prix de France alla velocità media di 110,260 km/h con Georges Boillot.
Peugeot ha ugualmente vinto tre volte la 500 miglia di Indianapolis, nel 1913 con Jules Goux, nel 1916 con Dario Resta e nel 1919 con Howdy Wilcox.
Senza risultati particolarmente rilevanti (nessuna vittoria, 14 podi e un giro veloce), Peugeot è stata presente anche in Formula 1, dal 1994 al 2000, come responsabile della motorizzazione McLaren (1994), Jordan (1995-1997), e Prost Grand Prix (1998-2000).
Nel 2013 Peugeot partecipa con la 208 T16 alla Pikes Peak International Hillclimb, guidata dal nove volte campione del mondo rally Sébastien Loeb che stabilì anche il nuovo record del tracciato di 8:13.808 migliorando il precedente di 49".

## Musei
Sochaux è anche sede de L'Aventure Peugeot, museo dedicato alla storia della casa automobilistica francese. A San Gimignano si trova il primo museo al di fuori della Francia dedicato alle vetture e alla storia del marchio, la Galerie Peugeot, dove si può ammirare anche la Tipo 3, la prima auto che circolò sulle strade italiane nel lontano gennaio 1893.